# Список пресмыкающихся Армении
Список пресмыкающихся Армении включает 51 вид пресмыкающихся, включая 3 вида черепах, 26 видов ящериц и 22 вида змей.

## ОтрядЧерепахи(Testudines)
- Семейство Американские пресноводные черепахи (Emydidae)
  - Род Болотные черепахи (Emys)
    - Вид Европейская болотная черепаха (Emys orbicularis) — распространение в стране ограничено. Известна из нескольких мест на границе с Грузией (Тавушская область) и в Сюникской области на границе с Азербайджаном[2];
- Семейство Азиатские пресноводные черепахи (Geoemydidae)
  - Род Водные черепахи (Mauremys)
    - Вид Каспийская черепаха (Mauremys caspica) — широко распространена в долине реки Аракс и её притоков. Также встречается в нижнем течении рек Дебед и Акстафа на севере страны[3];
- Семейство Сухопутные черепахи (Testudinidae)
  - Род Средиземноморские черепахи (Testudo)
    - Вид Средиземноморская черепаха (Testudo graeca) — обитает преимущественно вдоль долины реки Аракс и в низинах на границе с Грузией[4];

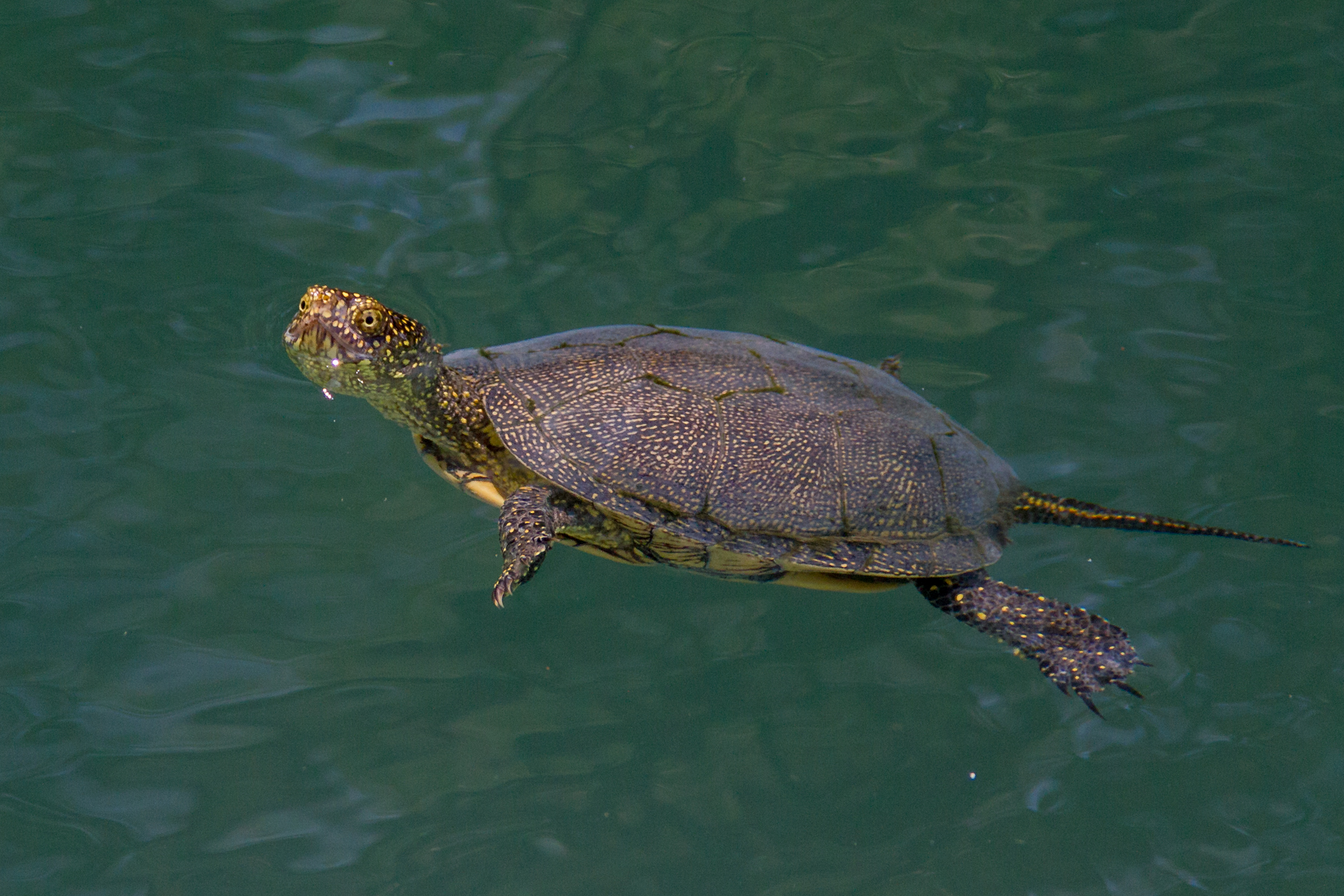
Европейская болотная черепаха
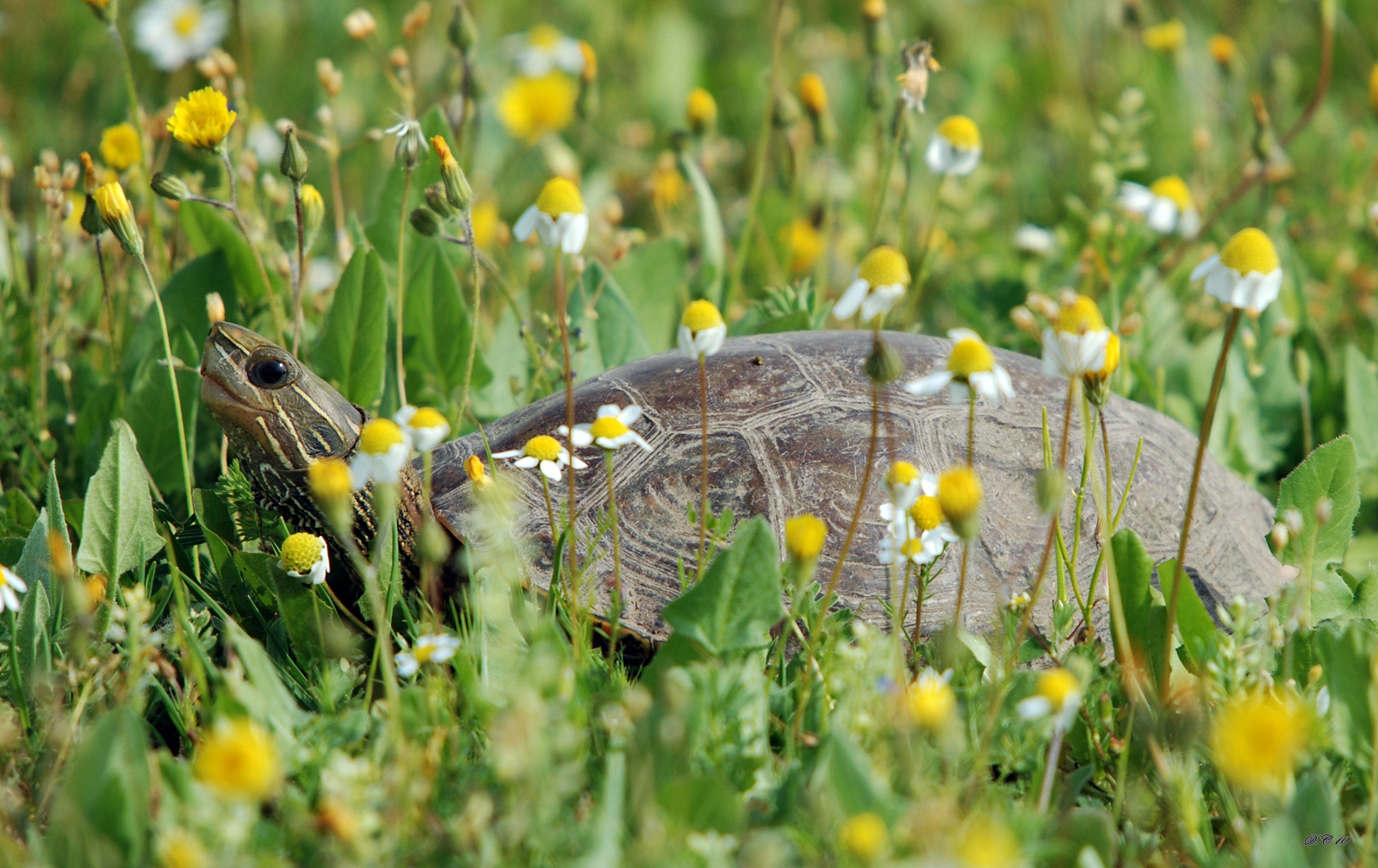
Каспийская черепаха
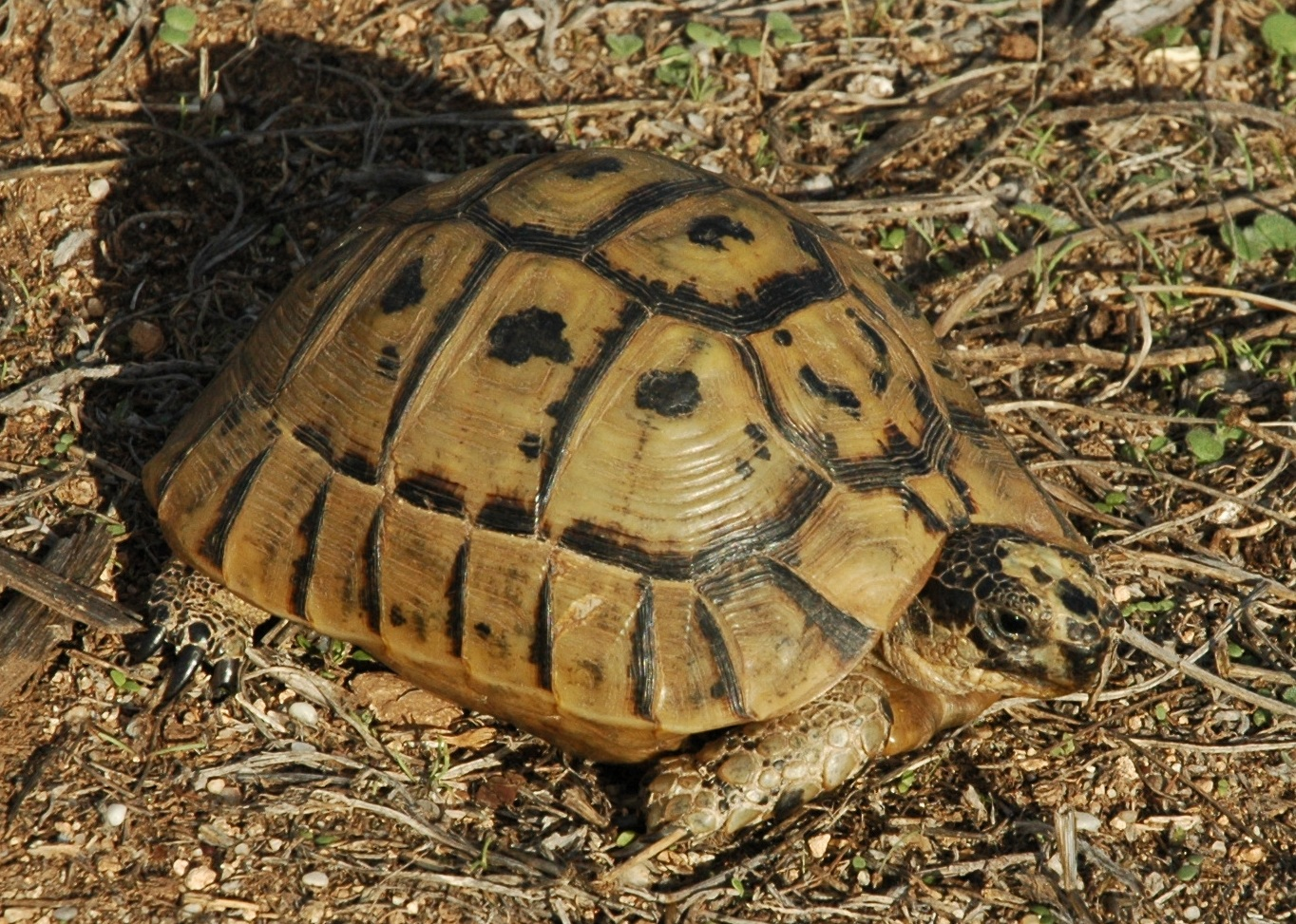
Средиземноморская черепаха

## ОтрядЧешуйчатые(Squamata)

### ПодотрядЯщерицы(Sauria)

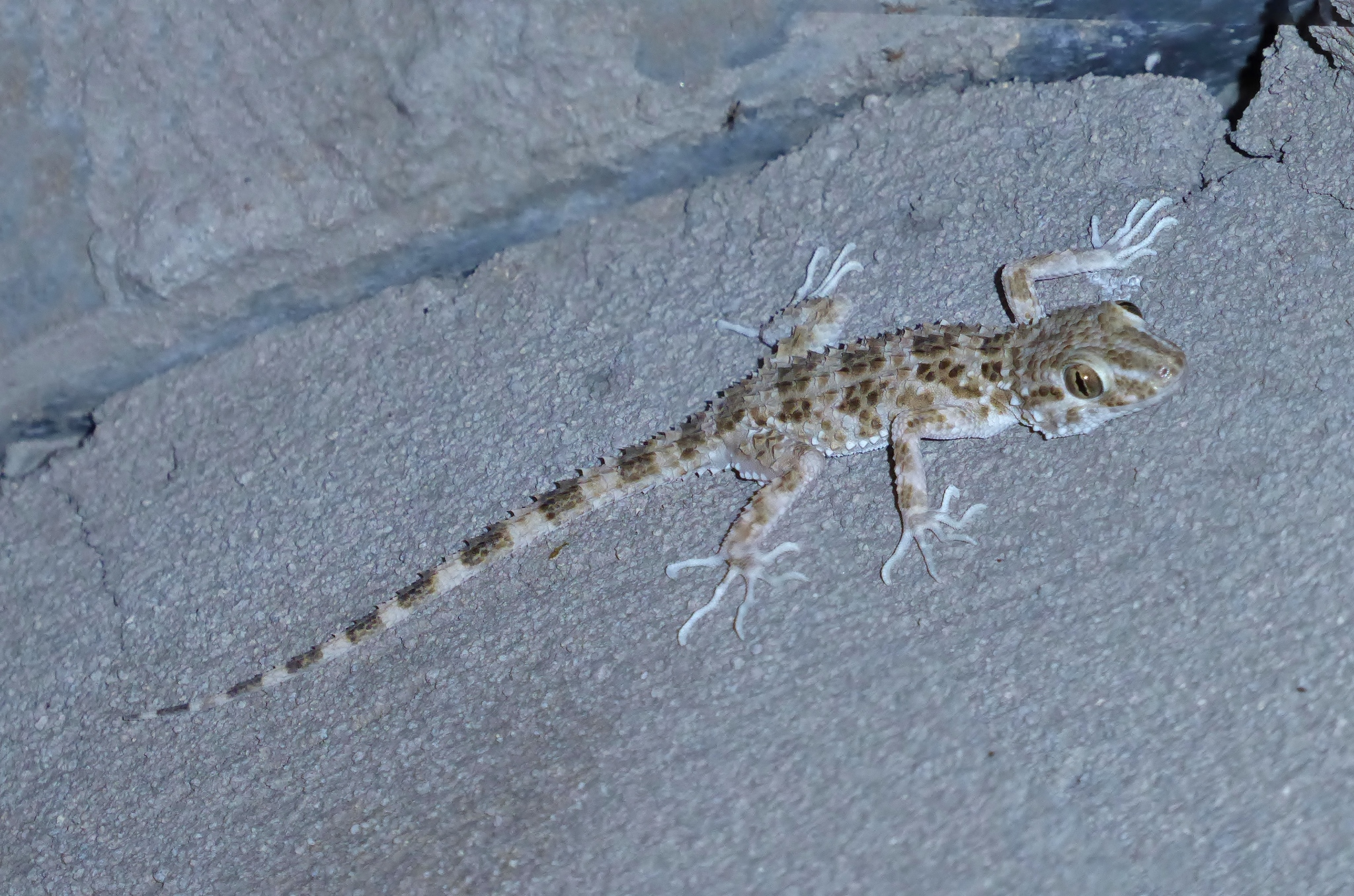
Каспийский геккон

- Семейство Гекконы, или Цепкопалые (Gekkonidae)
  - Род Тонкопалые гекконы (Tenyudactylus)
    - Вид Каспийский геккон (Tenuidactylus caspius) — в Армению предположительно завезён с транспортом из Азербайджана или северного Ирана. Интродуцированные популяции известны из Мегри, Армавира и Еревана[5];
- Семейство Агамовые (Agamidae)
  - Род Paralaudakia
    - Вид Кавказская агама (Paralaudakia caucasia) — широко распространена в стране, избегая лишь высокогорных районов и северо-западных областей[6];

  - Род Круглоголовки (Phrynocephalus);
    - Вид Персидская круглоголовка (Phrynocephalus persicus) — в Армении обитает подвид Ph. p. horvathi. Распространена на Араратской равнине в Араратской и Армавирской областях, хотя во многих местах исчезла из-за потери среды обитания. Включена в Красную книгу Армении[7];

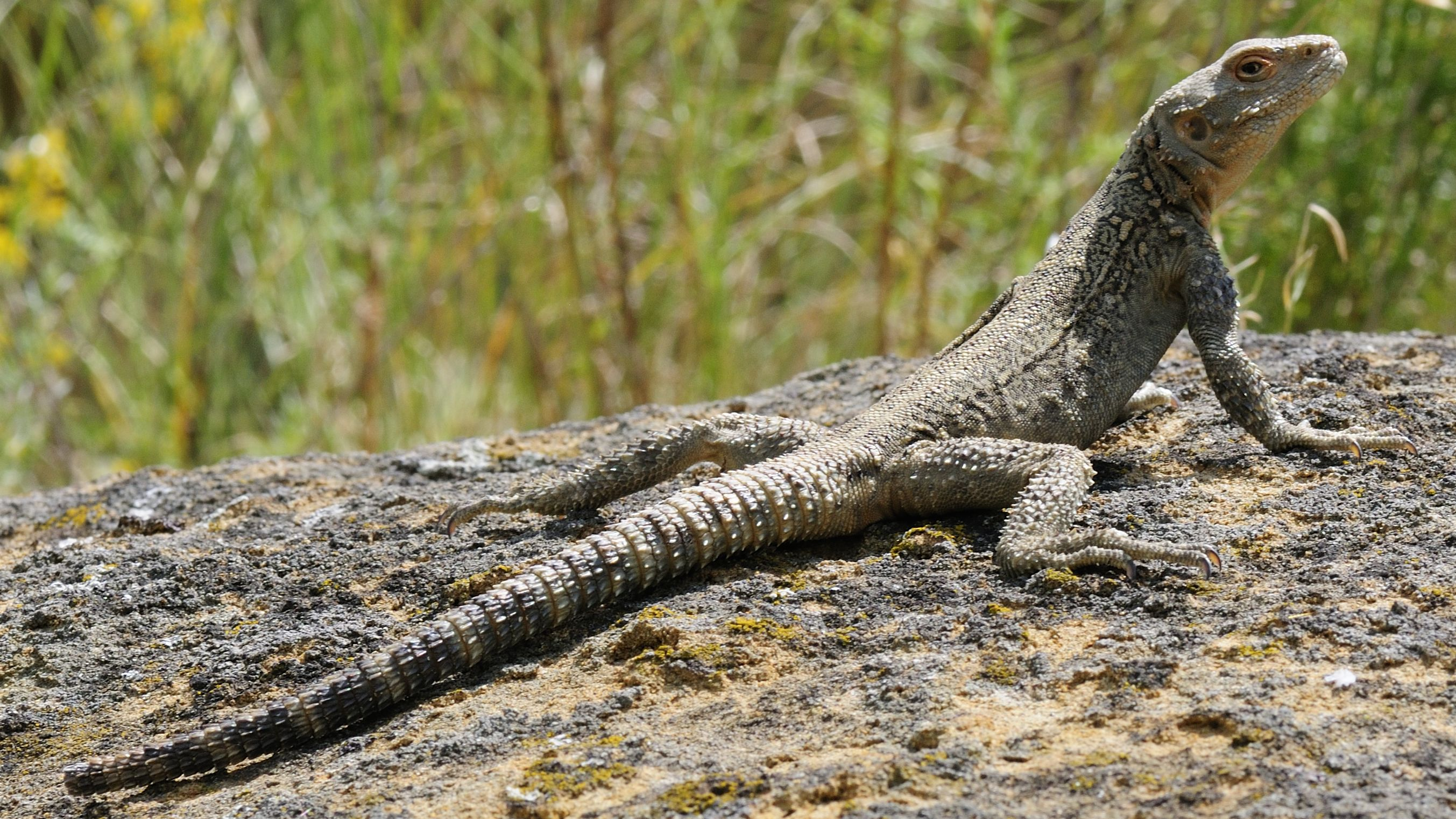
Кавказская агама
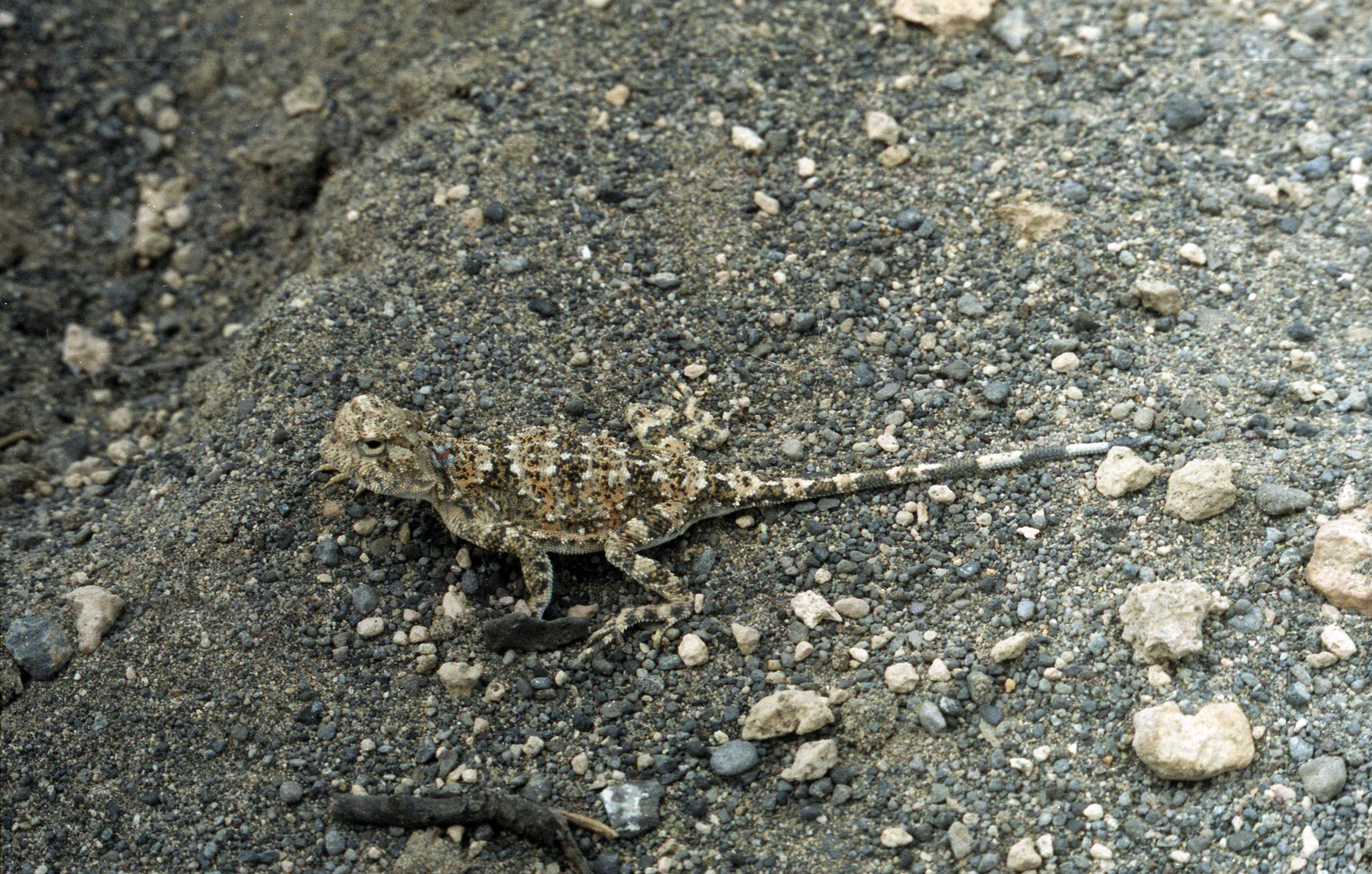
Персидская круглоголовка

- Семейство Веретенициевые (Anguidae)
  - Род Веретеницы (Anguis)
    - Вид Колхидская веретеница (Anguis colchica) — обитает в лесах севера и юга Армении, менее распространена в центральных областях[8];

  - Род Панцирные веретеницы (Pseudopus)
    - Вид Желтопузик или Глухарь (Pseudopus apodus) — населяет долину реки Аракс и прилежащие предгорные районы, а также низменности на севере[9];

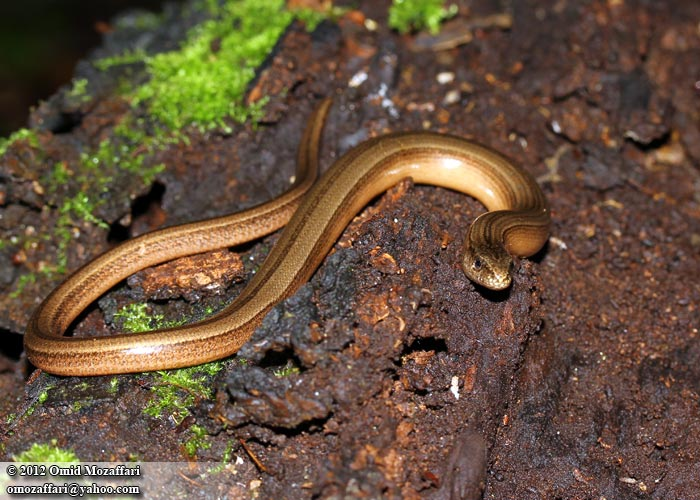
Колхидская веретеница
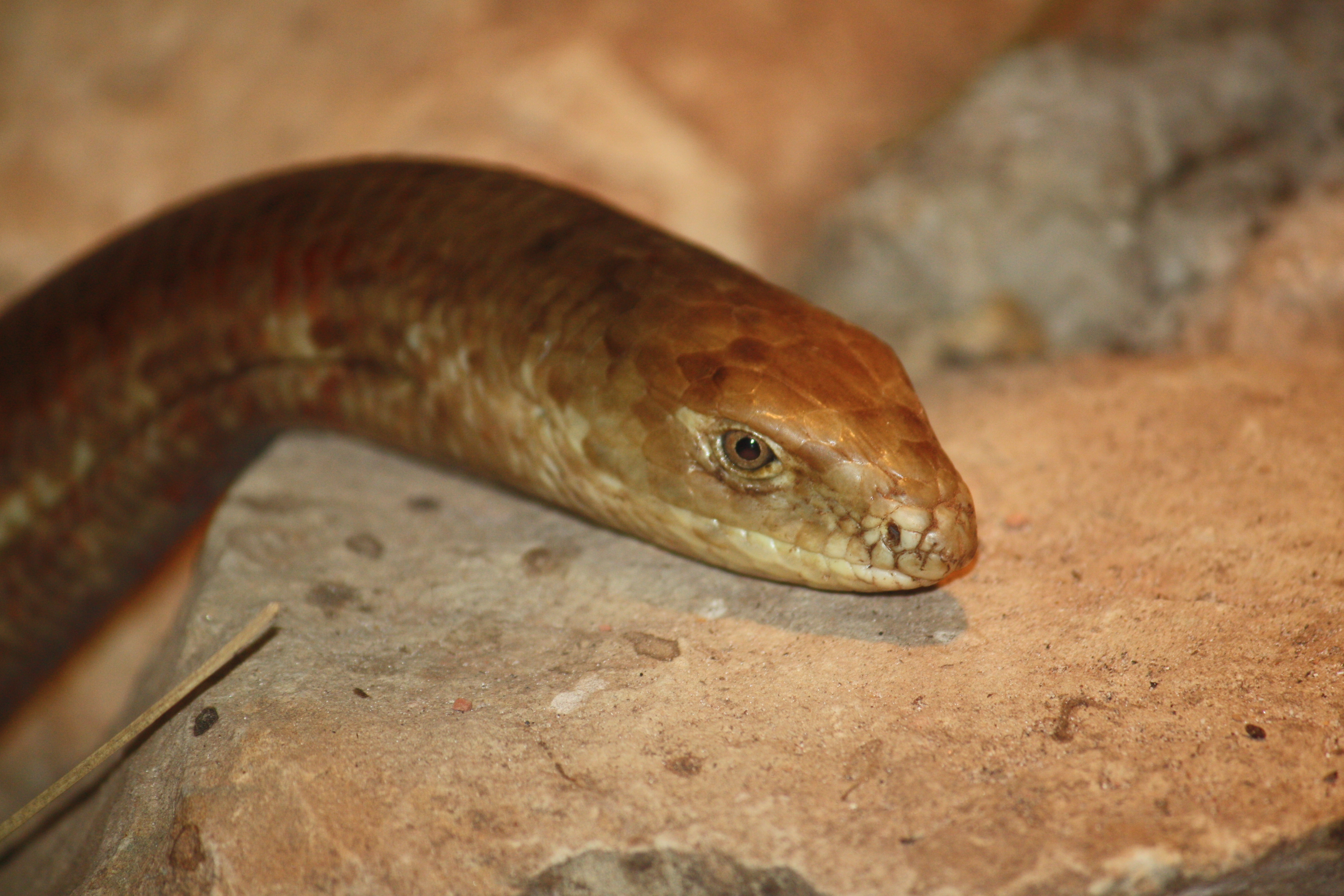
Желтопузик

- Семейство Настоящие ящерицы (Lacertidae)
  - Род Скальные ящерицы (Darevskia)
    - Вид Армянская ящерица (Darevskia armeniaca) — широко распространена в северных и центральных областях[10];
    - Вид Ящерица Даля (Darevskia dahli) — обитает в лесах Лорийской, Ширакской и Тавушской областей[11];
    - Вид Darevskia nairensis — распространена в центральной Армении. Изолированные популяции обитают в Туманяне и Кармрашене[12];
    - Вид Куринская ящерица (Darevskia portschinskii) — известна из бассейна реки Акстафа и окрестностей Степанавана[13];
    - Вид Луговая ящерица (Darevskia praticola) — обитает только в лесах Лорийской, Ширакской и Тавушской областей[14];
    - Вид Азербайджанская ящерица (Darevskia raddei) — широко распространена на юге страны. Имеются изолированные популяции в Тавушской области[15];
    - Вид Ящерица Ростомбекова (Darevskia rostombekovi) — обитает в лесах в северных областях, достигая на юге подножий Базумского хребта. Известна изолированная популяция на юго-восточном берегу озера Севан в Гехаркуникской области[16];
    - Вид Белобрюхая ящерица (Darevskia unisexualis) — известна из центральной Армении[17];
    - Вид Ящерица Валентина (Darevskia valentini) — обитает в высокогорных районах[18];

  - Род Ящурки (Eremias)
    - Вид Разноцветная ящурка (Eremias arguta) — известна единственная популяция на юго-западном берегу озера Севан, которой грозит исчезновение из-за развития сельского хозяйства и урбанизации[19];
    - Вид Закавказская ящурка (Eremias pleskei) — известна только на Араратской равнине[20];
    - Вид Ящурка Штрауха (Eremias strauchi) — обитает в долине реки Аракс и прилегающих предгорьях на юго-западе и юге страны[21];

  - Род Зелёные ящерицы (Lacerta)
    - Вид Прыткая ящерица (Lacerta agilis) — распространена в горах северной и центральной части Армении[22];
    - Вид Средняя ящерица (Lacerta media) — широко распространена по всей территории. Чаще всего встречается в предгорьях и в долине реки Аракс, а также на севере страны[23];
    - Вид Полосатая ящерица (Lacerta strigata) — широко распространена по всей Армении[24];

  - Род Змееголовки (Ophisops)
    - Вид Стройная змееголовка (Ophisops elegans) — обычна в полупустынях вдоль долины реки Аракс и в предгорьях[25];

  - Род Parvilacerta
    - Малоазиатская ящерица Parvilacerta parva — встречается в степях северо-западной Армении[26];

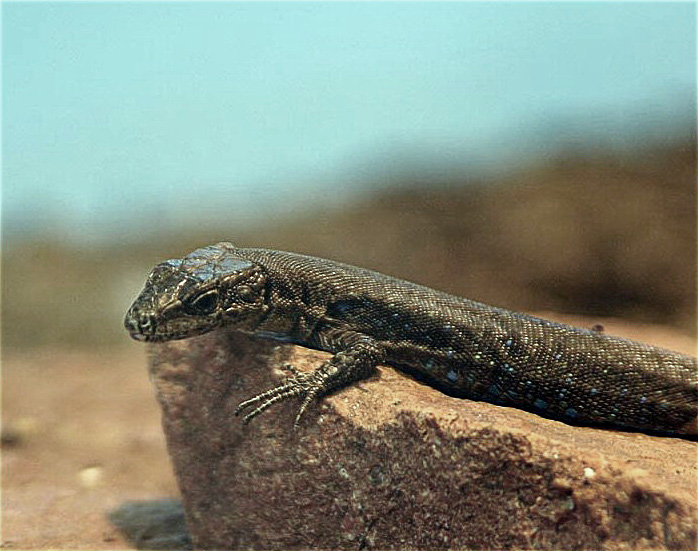
Армянская ящерица
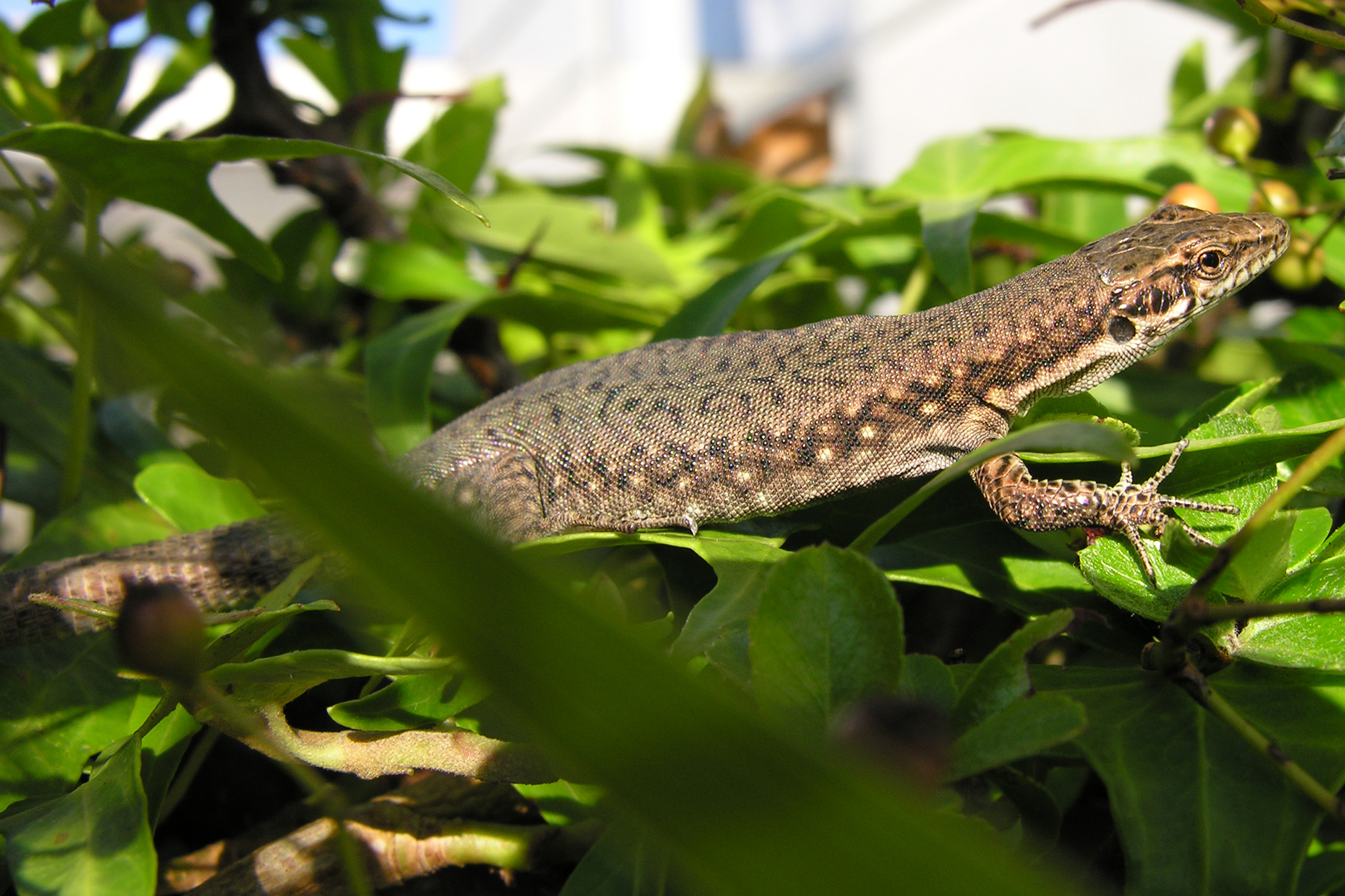
Ящерица Даля
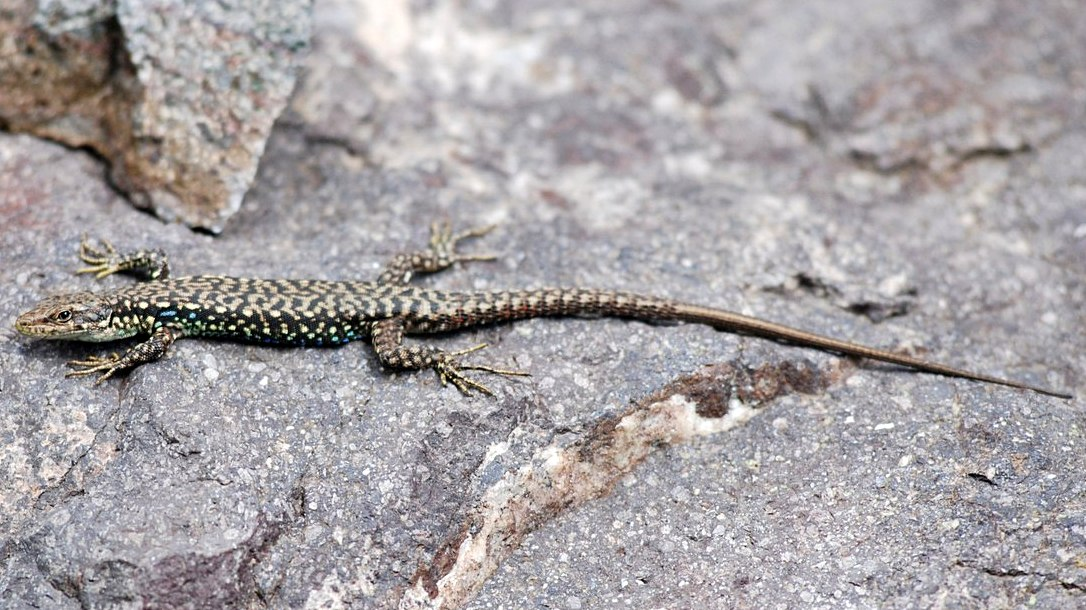
Куринская ящерица
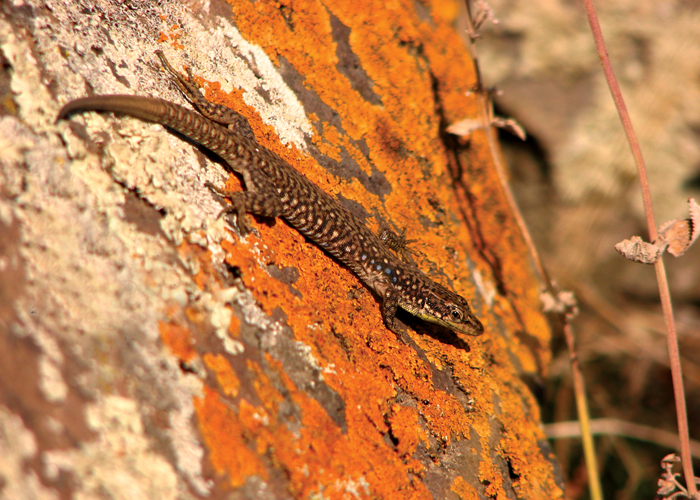
Азербайджанская ящерица
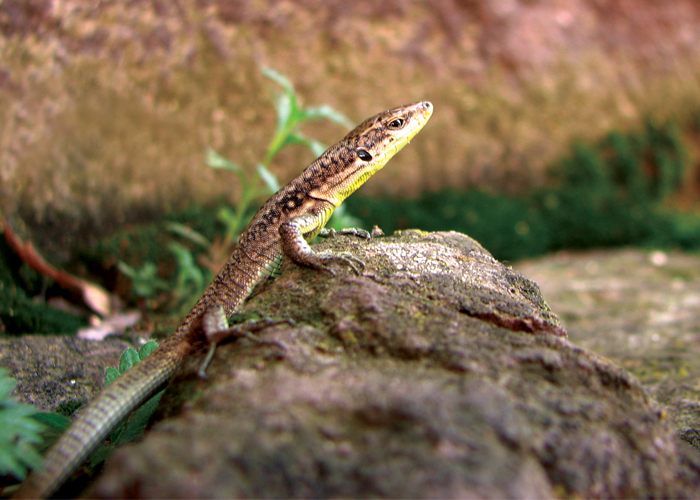
Ящерица Ростомбекова
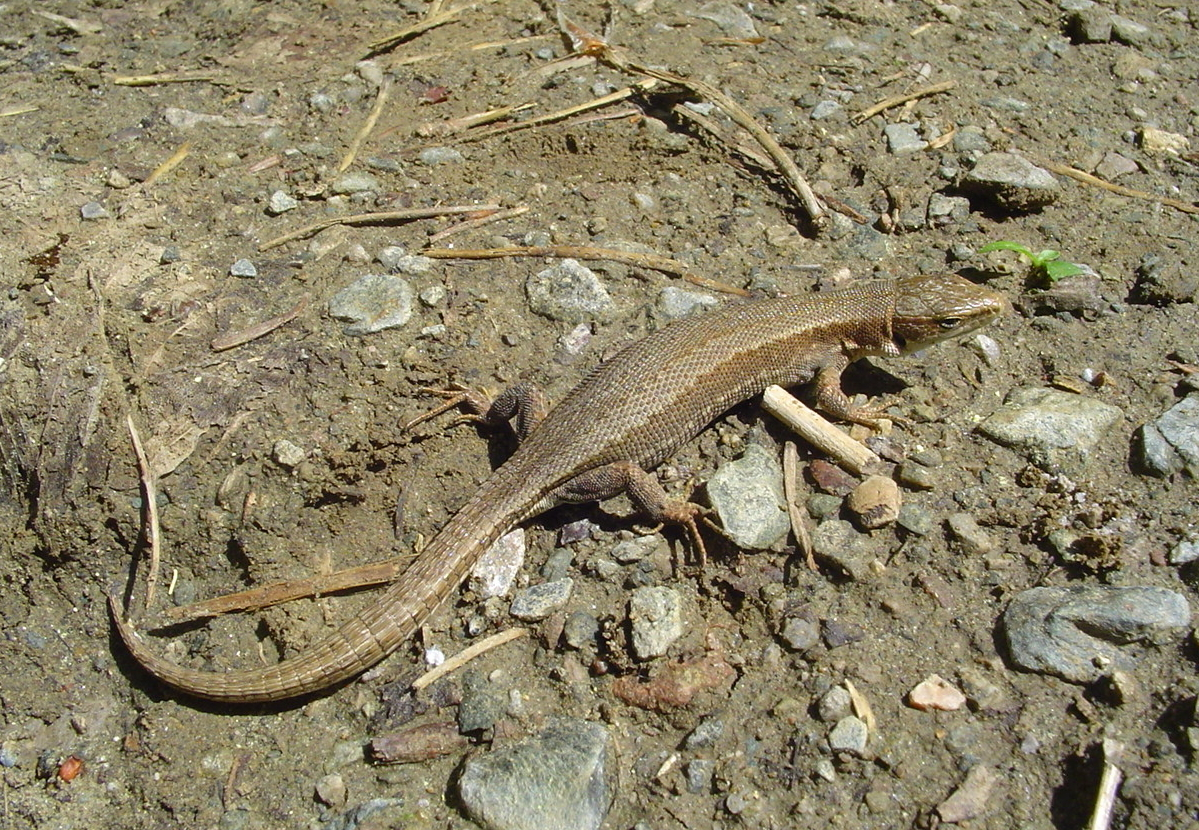
Луговая ящерица
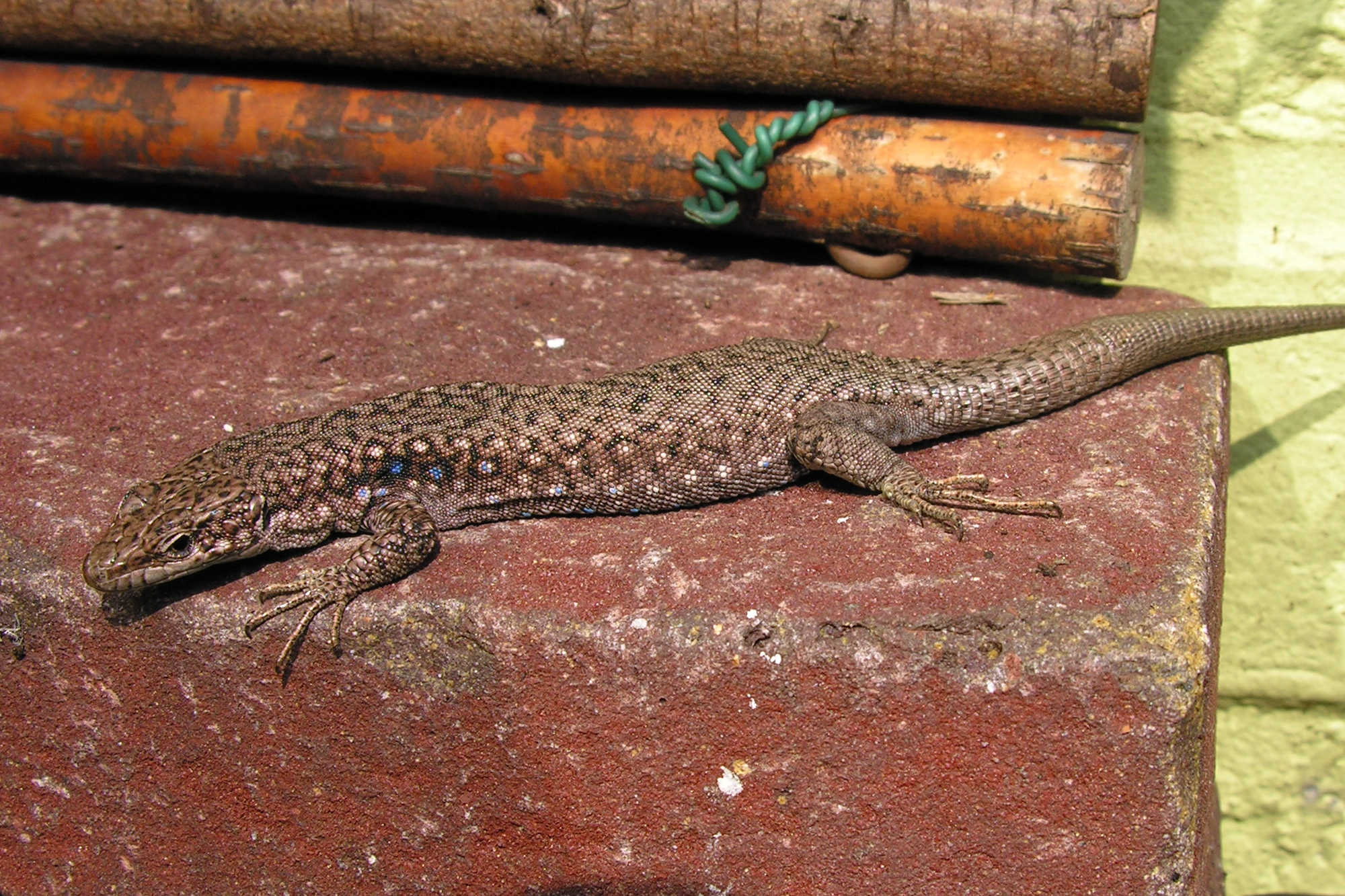
Белобрюхая ящерица
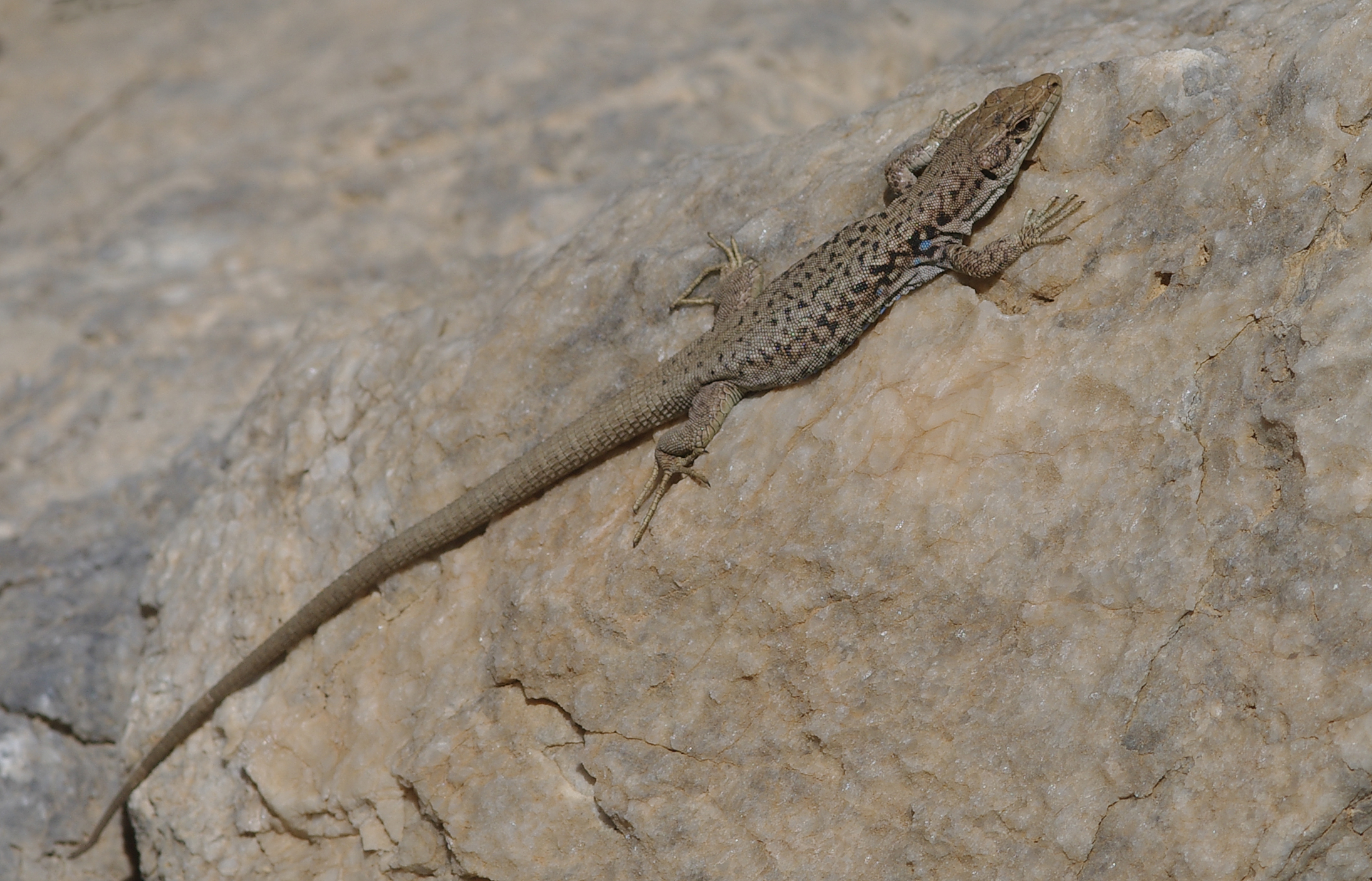
Ящерица Валентина
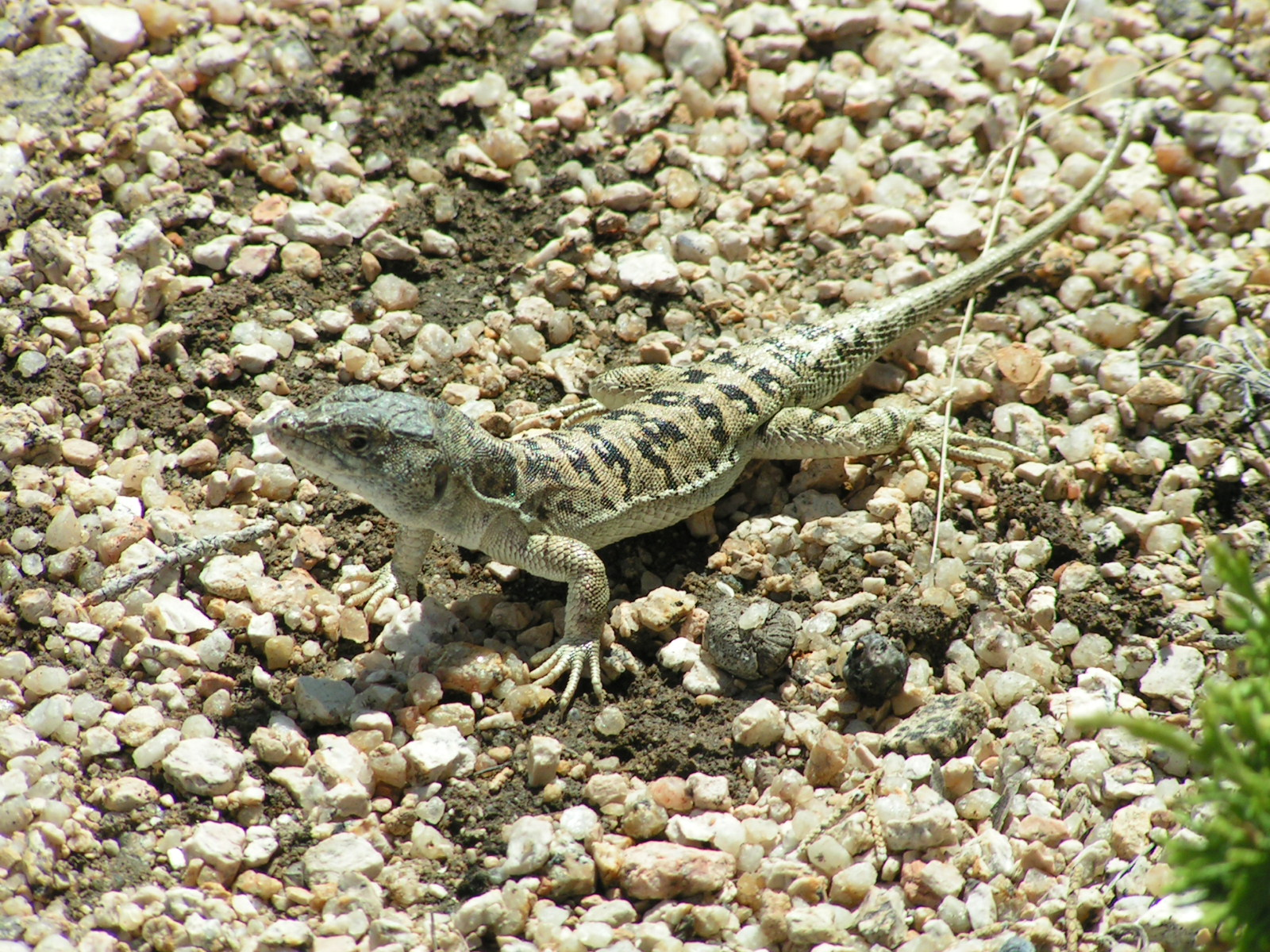
Разноцветная ящурка
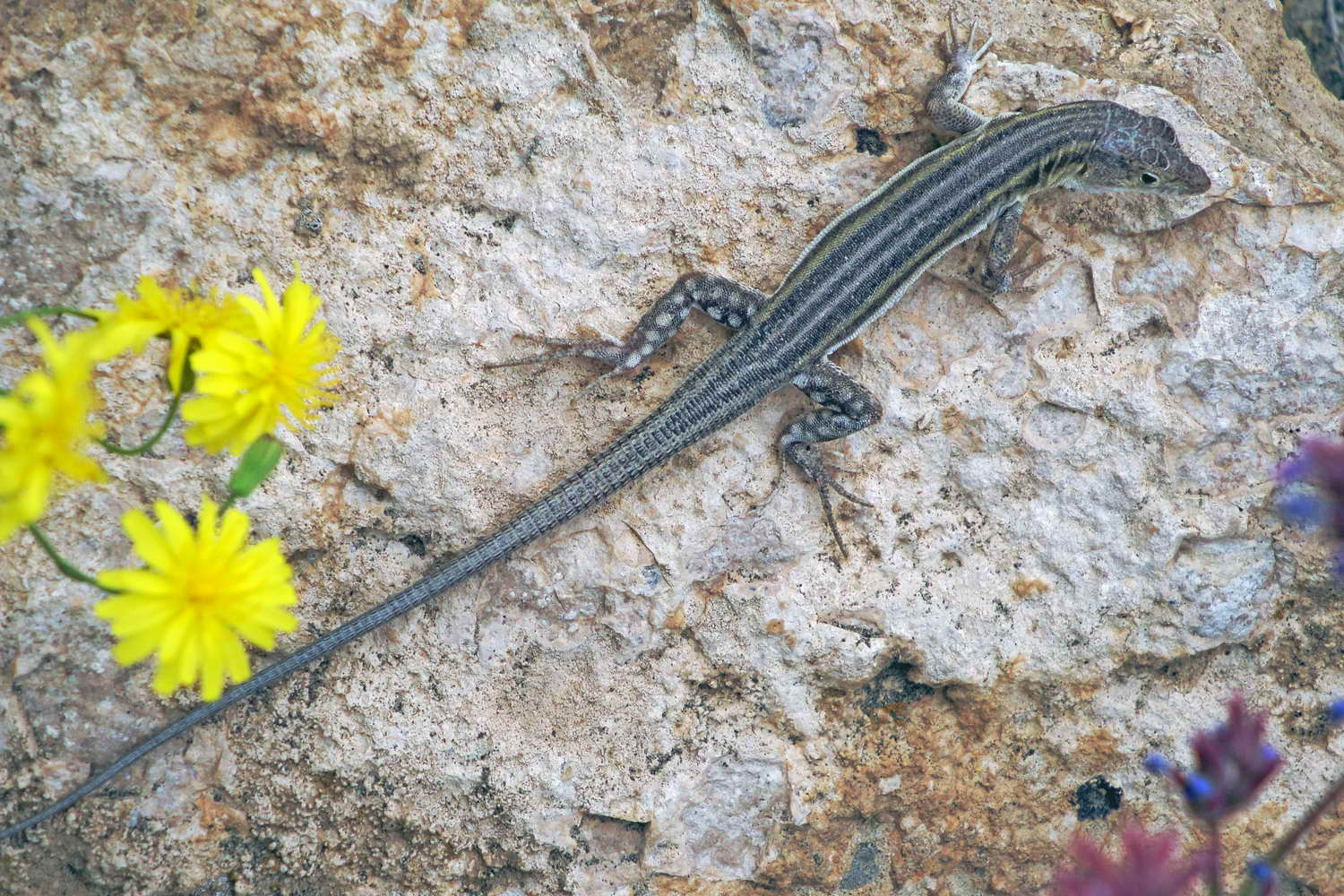
Закавказская ящурка
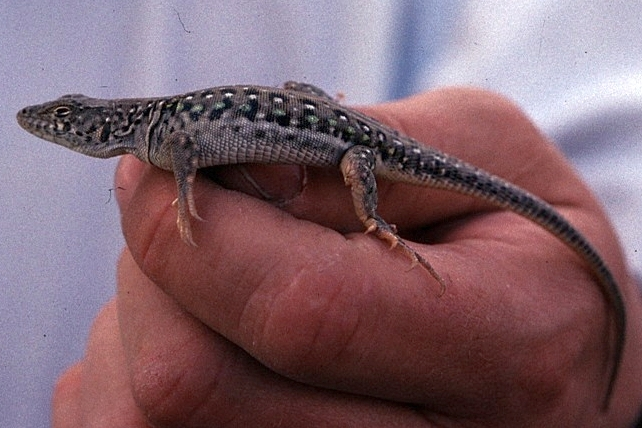
Ящурка Штрауха
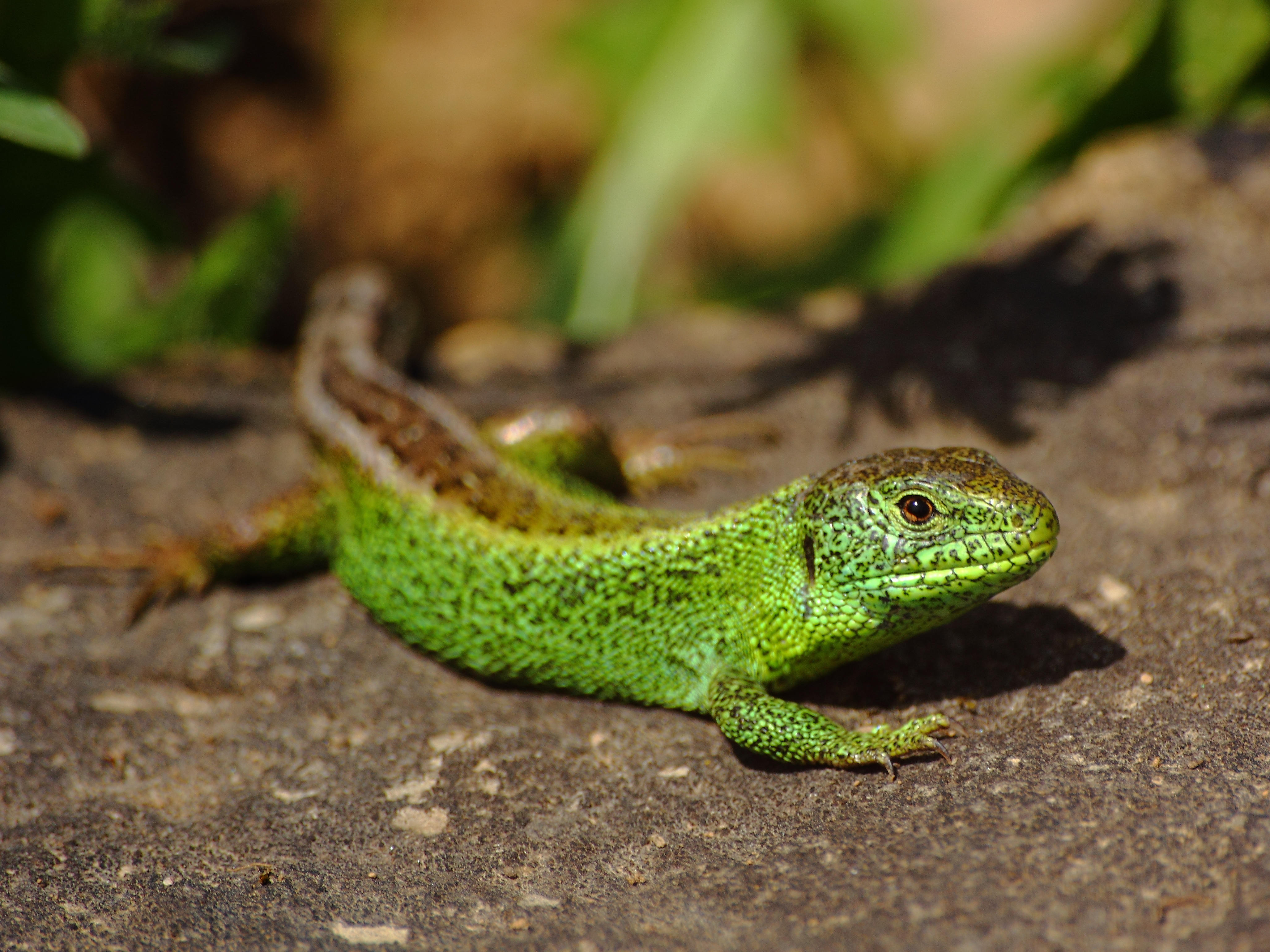
Прыткая ящерица
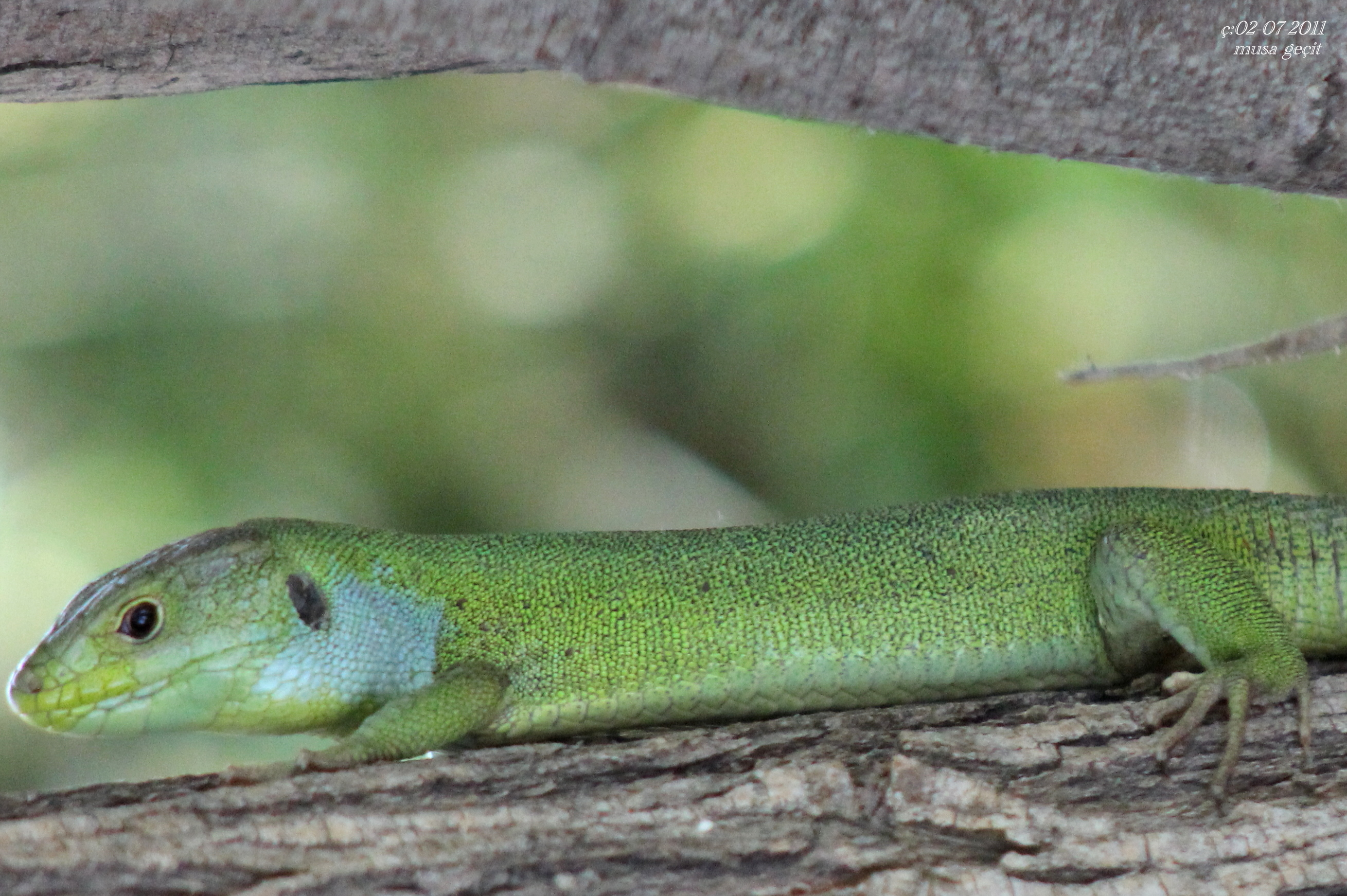
Средняя ящерица
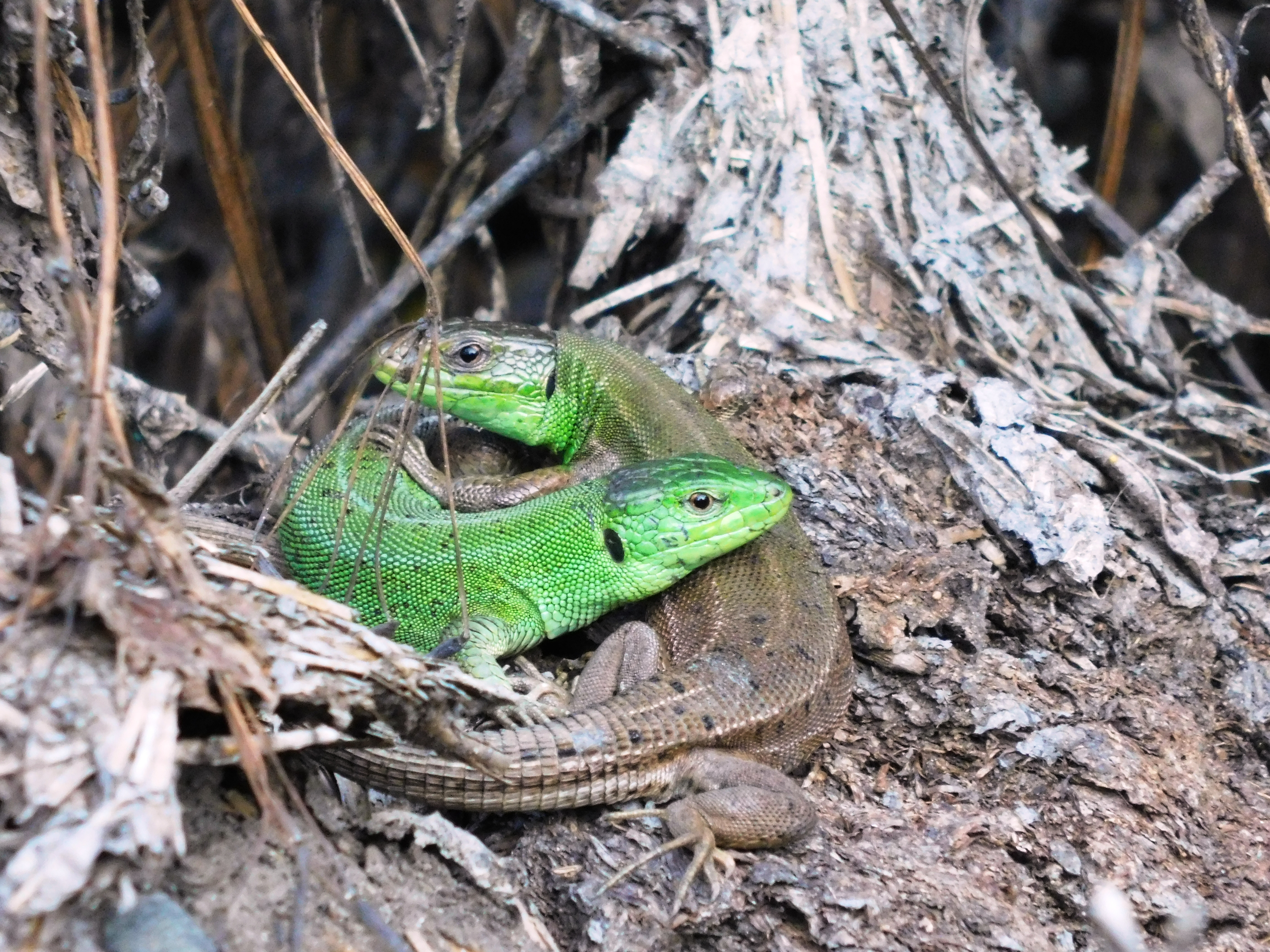
Полосатая ящерица
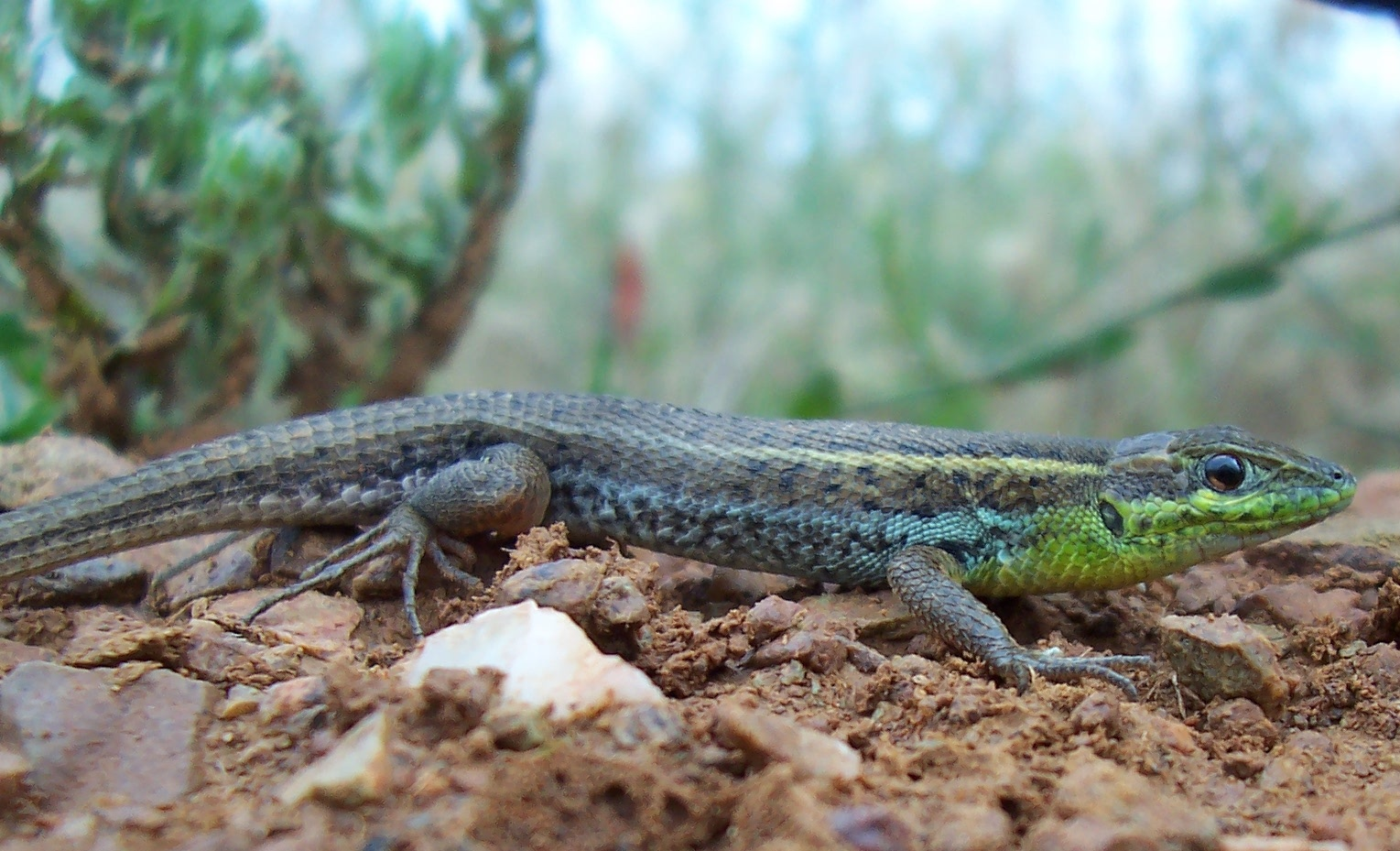
Стройная змееголовка
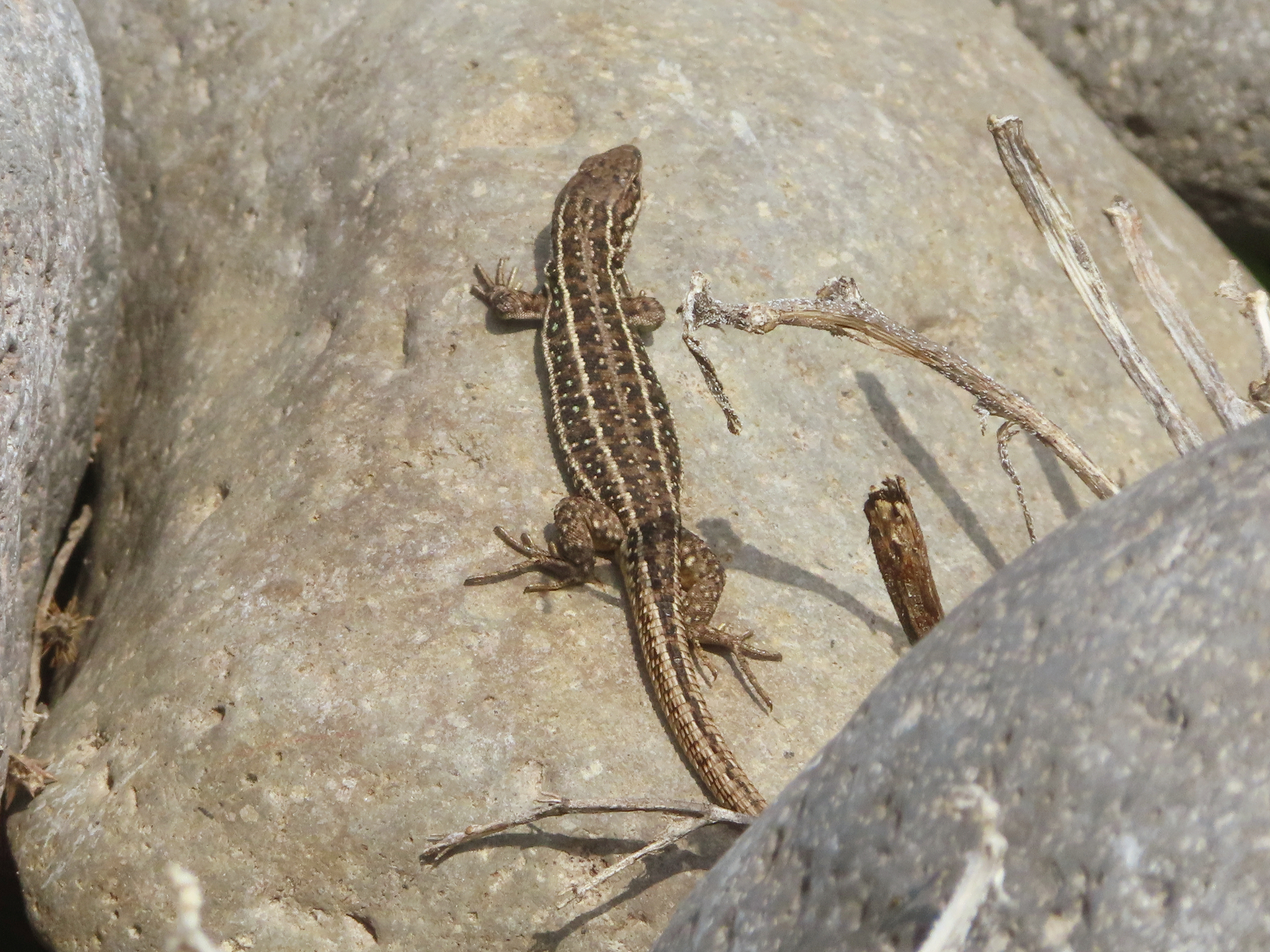
Малоазиатская ящерица

- Семейство Сцинковые (Scincidae)
  - Род Гологлазы (Ablepharus)
    - Вид Полосатый гологлаз (Ablepharus bivittatus) — Распространён преимущественно на юге, хотя изолированные популяции известны из окрестностей Ванадзора и Спитака и Хосровского заповедника, а также на границе с Нахичеванью[26];
    - Вид Гологлаз Чернова (Ablepharus chernovi) — в Армении достигает северо-восточной границы своего распространения, обитая в долине реки Раздан[27];

  - Род Длинноногие сцинки (Eumeces)
    - Вид Длинноногий сцинк (Eumeces schneideri) — распространён в долин реки Аракс и прилегающих горных районах. Известен также из бассейна Куры на севере страны[28];

  - Род Африканские мабуи (Trachylepis)
    - Вид Переднеазиатская мабуя (Trachylepis septemtaeniata) — обитает на склонах гор и в долинах рек, прилегающих к долине реки Аракс[29];

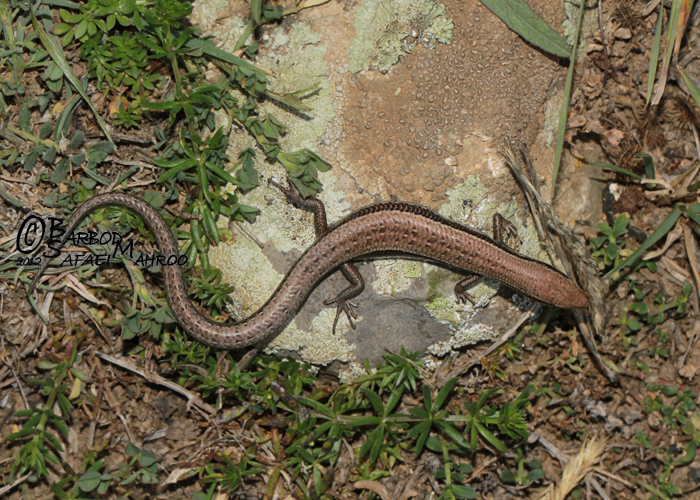
Полосатый гологлаз
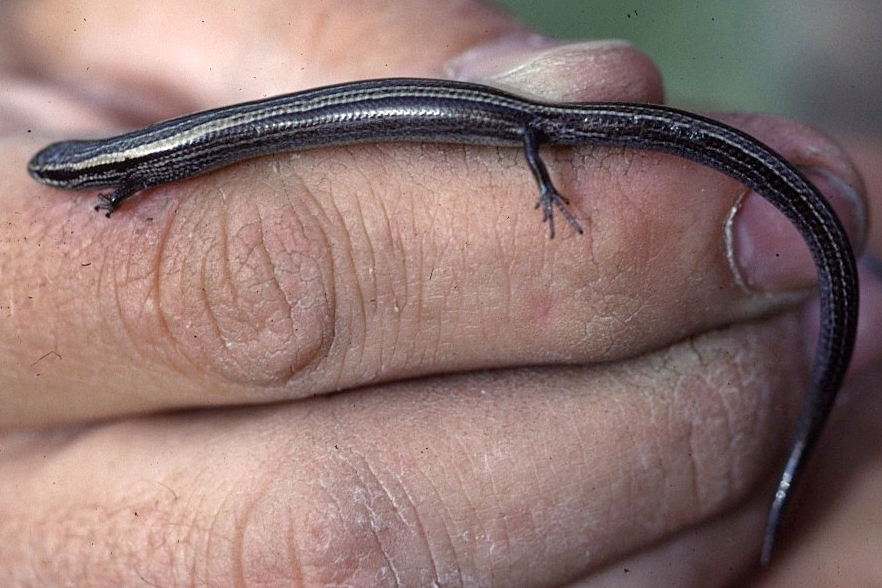
Гологлаз Чернова
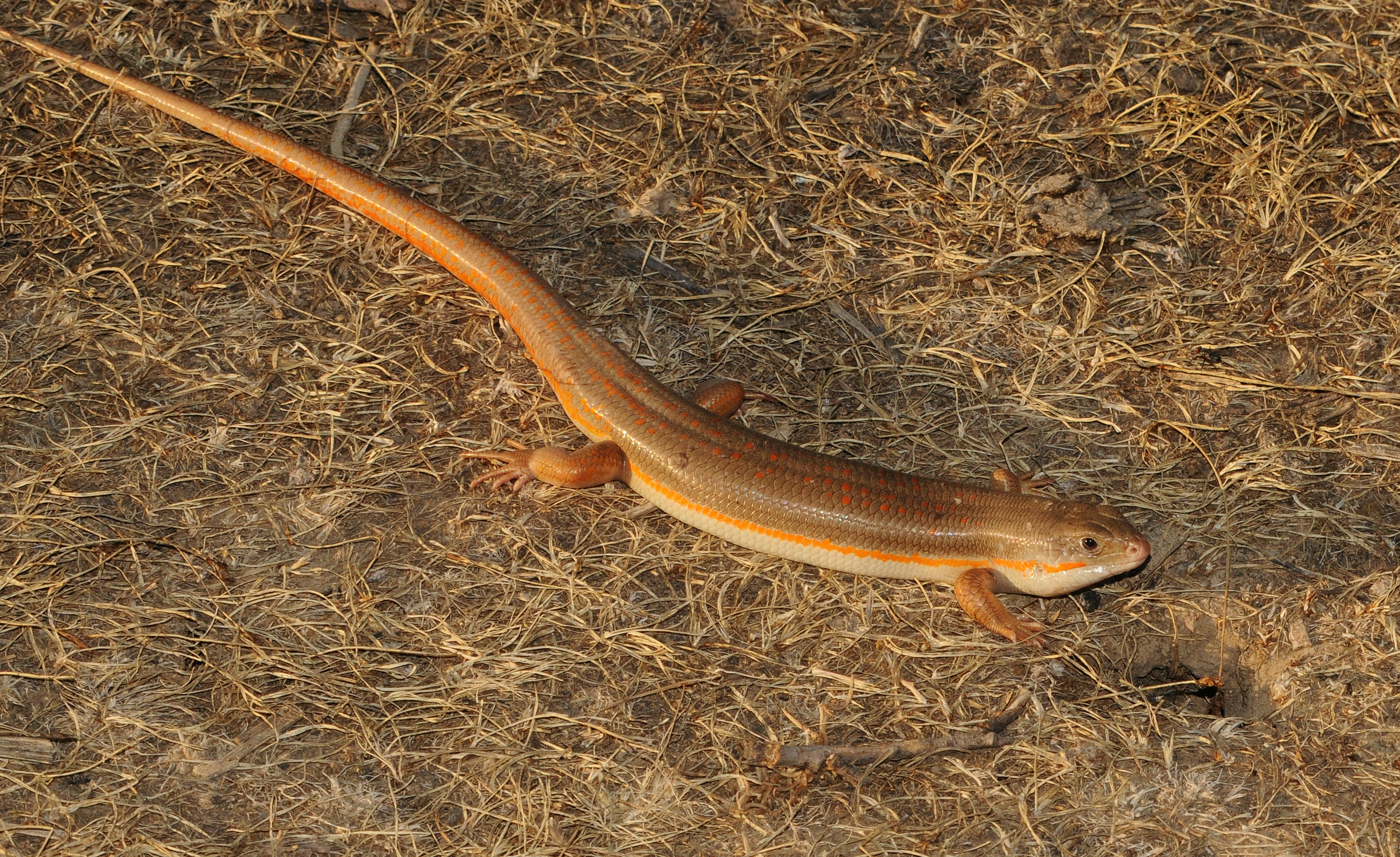
Длинноногий сцинк
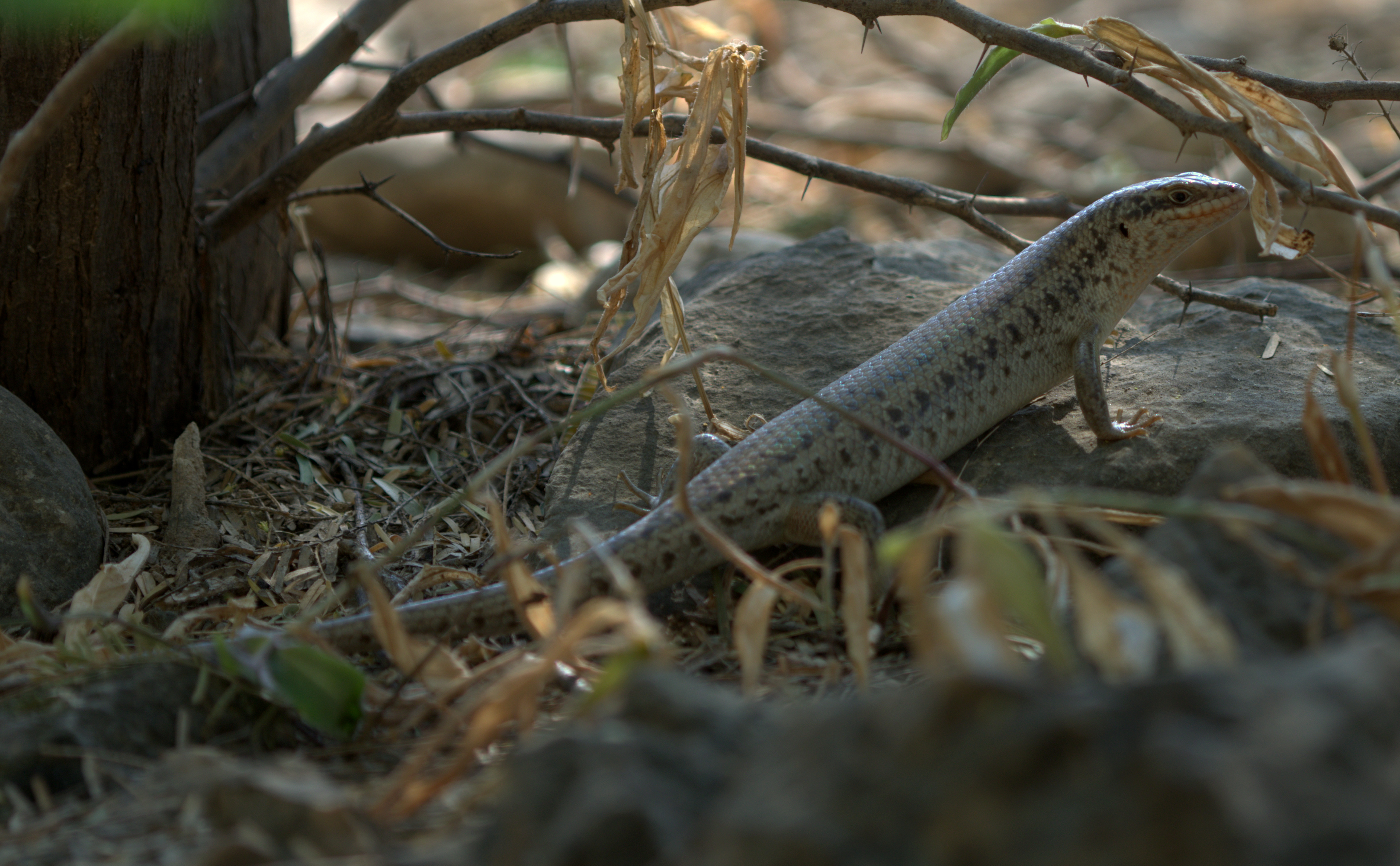
Переднеазиатская мабуя

### ПодотрядЗмеи(Serpentes)
- Семейство Слепозмейки, или Слепуны (Typhlopidae)
  - Род Xerotyphlops
    - Вид Червеобразная слепозмейка (Xerotyphlops vermicularis) — широко распространена в стране[30];
- Семейство Ложноногие, или удавы (Boidae)
  - Род Удавчики (Eryx)
    - Вид Западный удавчик (Eryx jaculus) — широко распространён в стране[31];

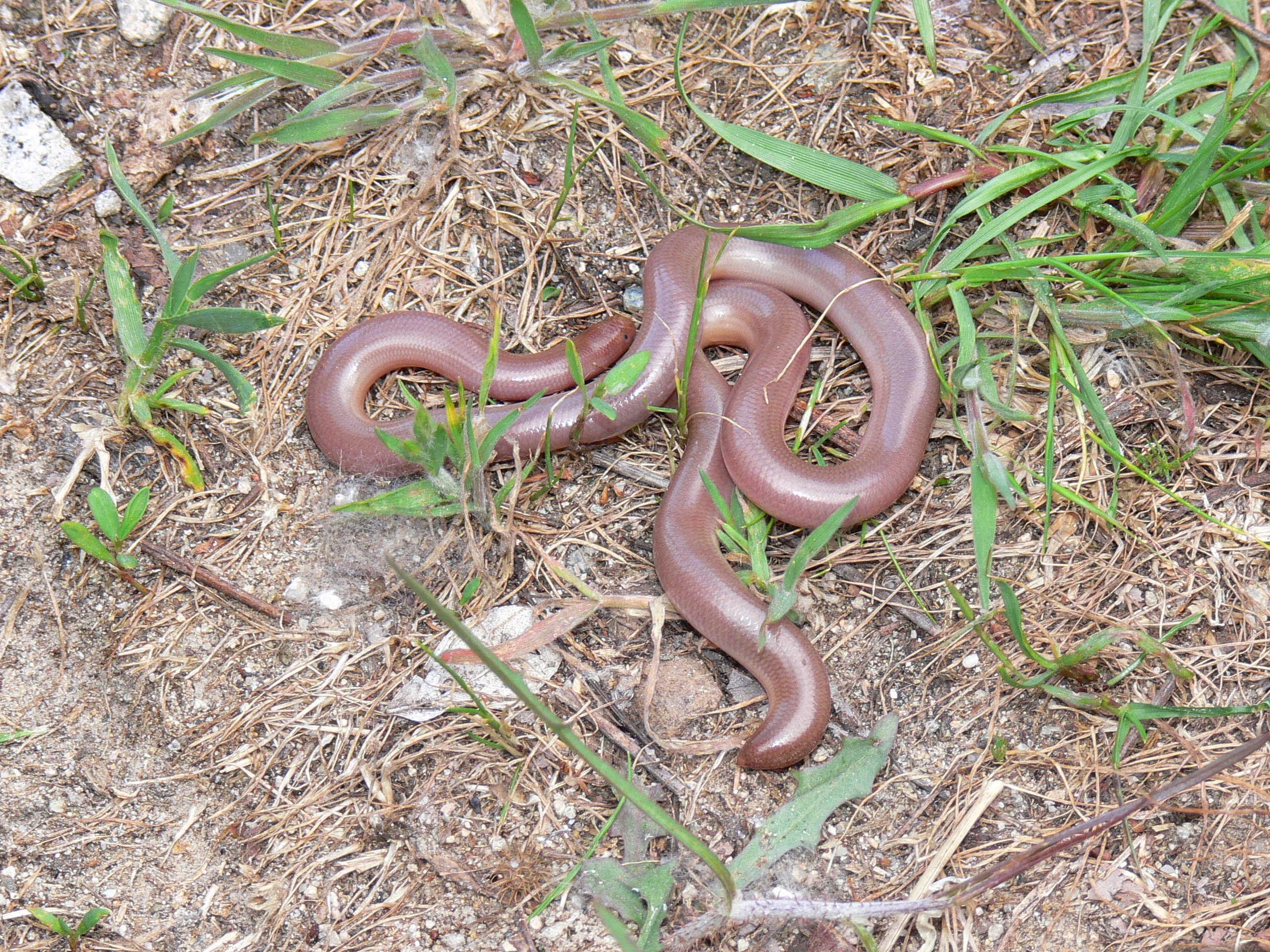
Червеобразная слепозмейка
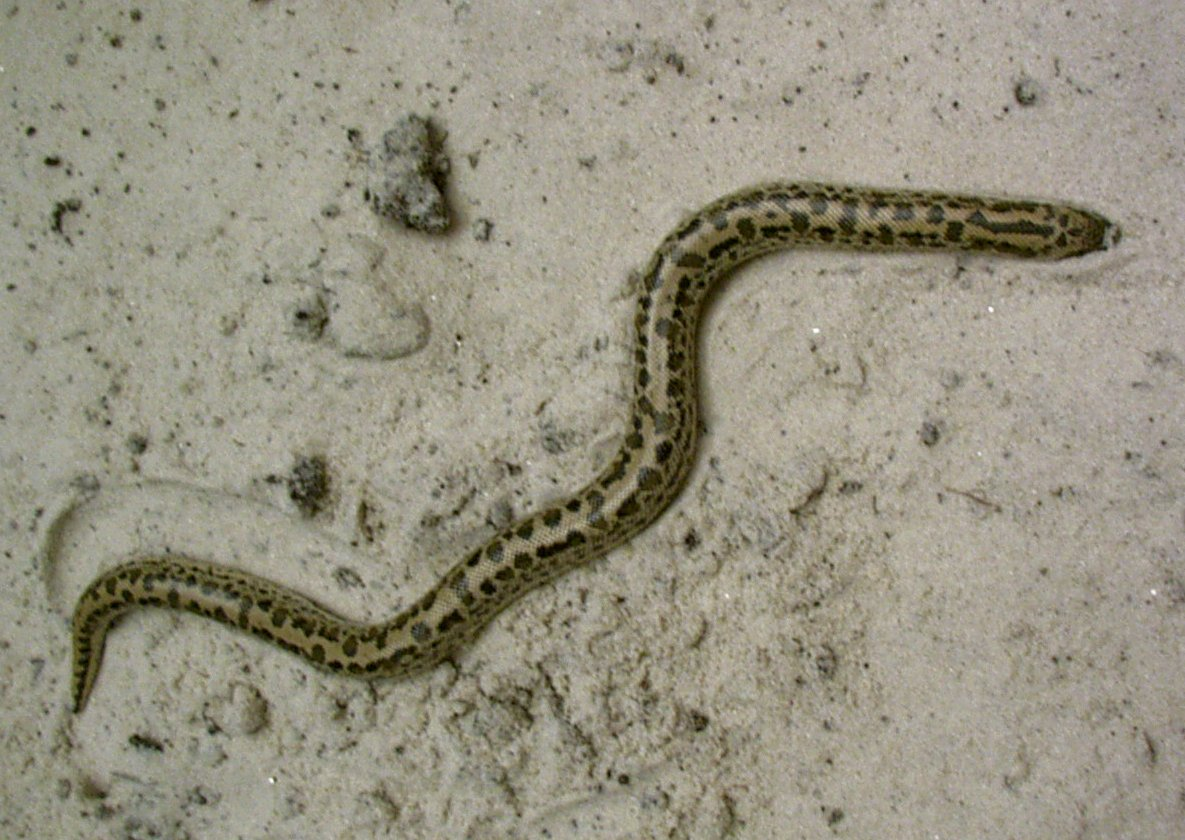
Западный удавчик

- Семейство Ужеобразные (Colubridae)
  - Род Медянки (Coronella)
    - Вид Обыкновенная медянка (Coronella austriaca) — встречается повсеместно[32];

  - Род Dolichophis
    - Вид Краснобрюхий полоз (Dolichophis schmidti) — распространён вдоль долины реки Аракс и на севере у границу с Грузией[33];

  - Род Эйренис (Eirenis)
    - Вид Ошейниковый эйренис (Eirenis collarus) — обитает в долине реки Аракс[34];
    - Вид Смирный эйренис (Eirenis modestus) — известен по нескольким находкам в бассейнах рек Аракс и Кура[35];
    - Вид Персидский эйренис (Eirenis persicus) — известен по единственной находке из окрестностей Агарака[36];
    - Вид Армянский эйренис (Eirenis punctatolineatus) — обитает в долине реки Аракс и на прилежащих склонах гор[37];

  - Род Лазающие полозы (Elaphe)
    - Вид Elaphe urartica — обитает в центральной, восточной и северной частях страны[38]. Ранее рассматривался как палласов полоз[39];
- Род Разноцветные полозы (Hemorrhois)
  -     - Вид Свинцовый полоз (Hemorrhois nummifer) — встречается только в долине реки Аракс и прилежащих предгорьях[40];
    - Вид Разноцветный полоз (Hemorrhois ravergieri) — распространён по всей стране, достигая максимальной численности в центральных районах[41];

  - Род Настоящие ужи (Natrix)
    - Вид Обыкновенный уж (Natrix natrix) — широко распространён по всей стране, держась около водоёмов[42];
    - Вид Водяной уж (Natrix tesellata) — широко распространён по всей стране, держась около водоёмов[43];

  - Род Плоскоголовые полозы (Platyceps)
    - Вид Оливковый полоз (Platyceps najadum) — известен из долин рек Аракс и Кура[44];

  - Род Ринхокаламус (Rhinchocalamus)
    - Вид Черноголовый ринхокаламус (Rhinchocalamus melanocephalus) — известен из нескольких мест на склонах гор вдоль долины реки Аракс в Ереванской, Араратской и Сюникской областей[45];

  - Род Кошачьи змеи (Telescopus)
    - Вид Кавказская кошачья змея (Telescopus fallax) — обитает преимущественно в сухих местообитаниях центральной и южной Армении, встречается также на северо-востоке страны[46];

  - Род Западные лазающие полозы (Zamenis)
    - Вид Закавказский полоз (Zamenis hohenackeri) — распространён в центральной и южной частях страны в долине реки Аракс и на севере в Тавушской области[47];

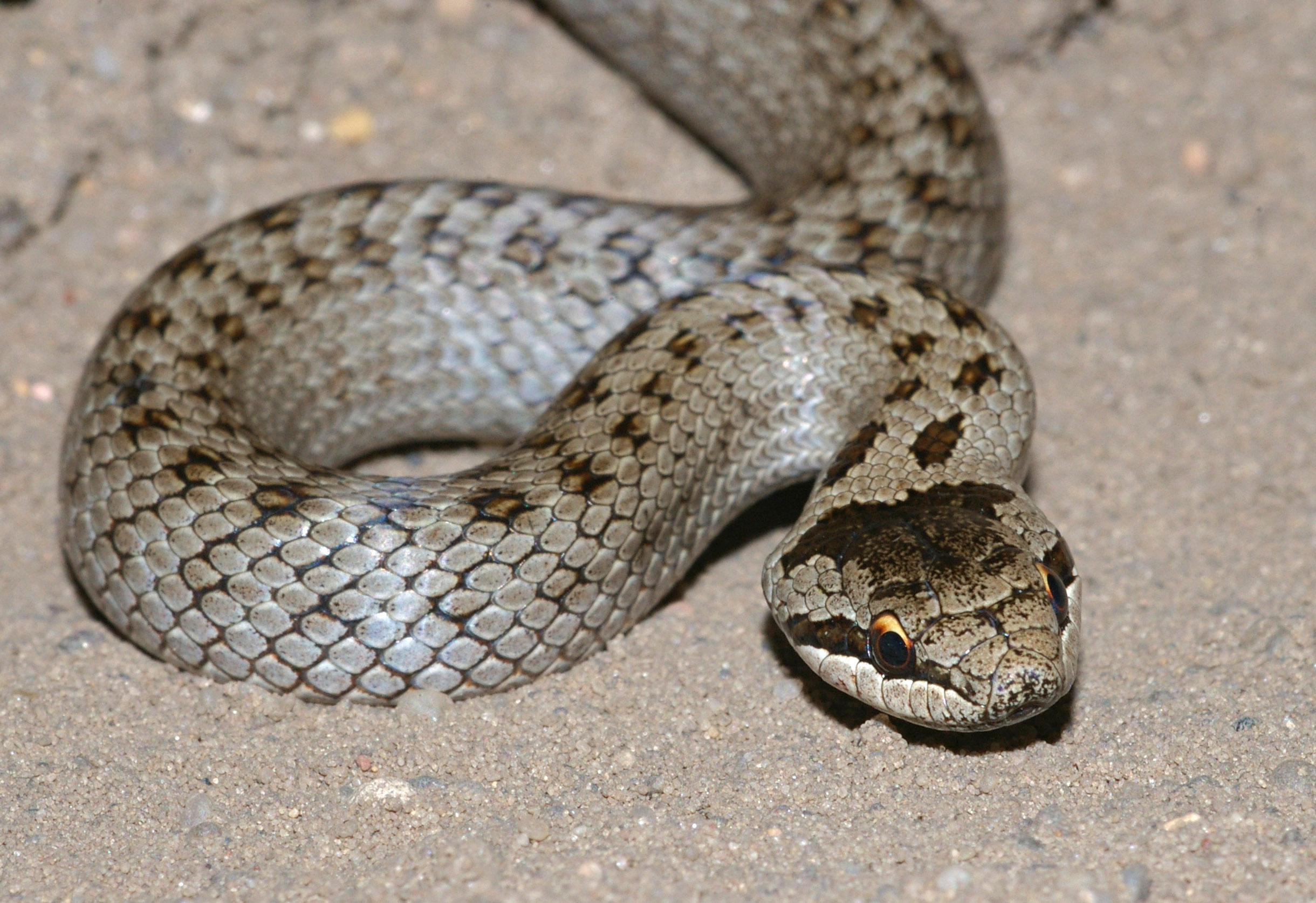
Обыкновенная медянка
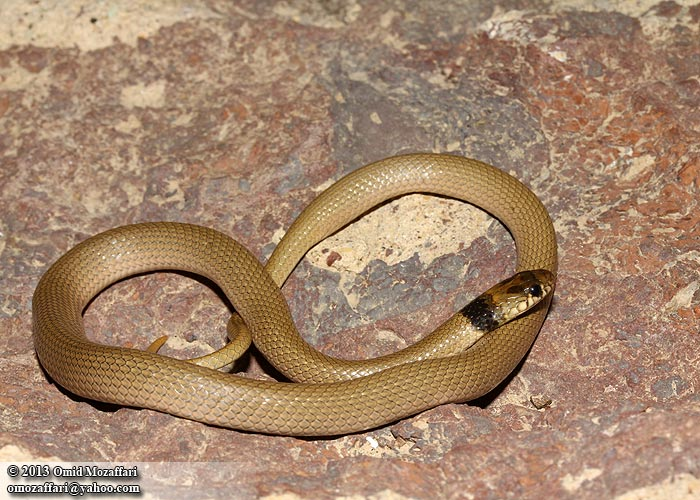
Ошейниковый эйренис
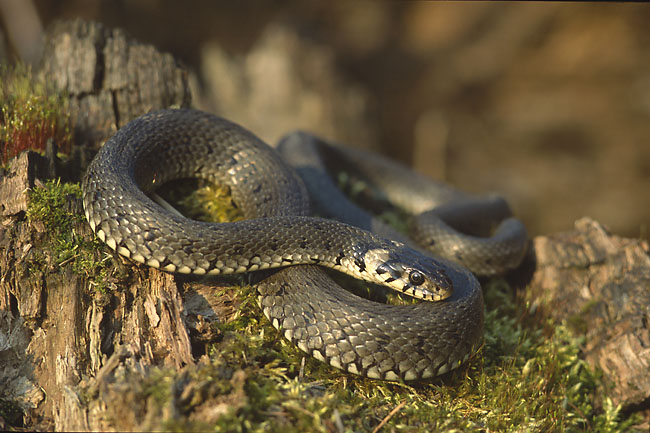
Обыкновенный уж
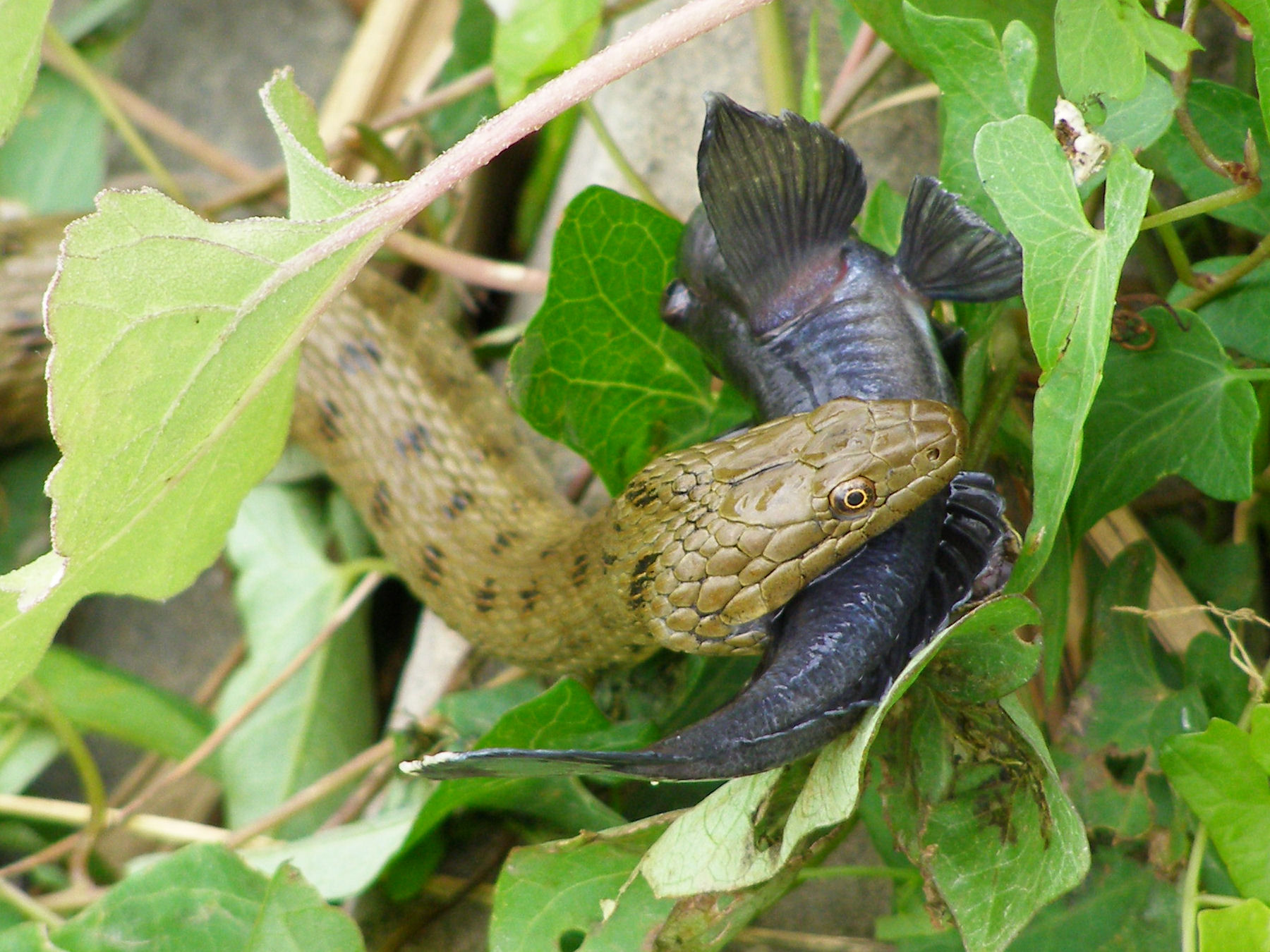
Водяной уж
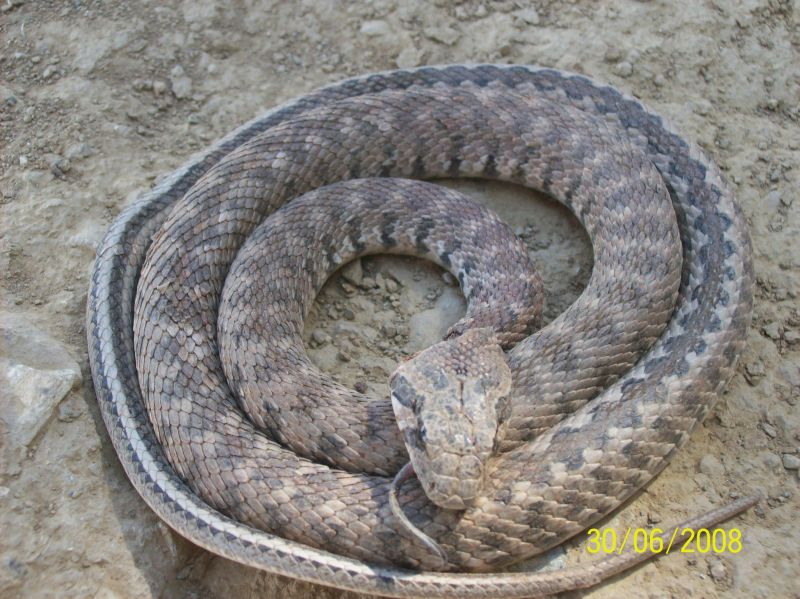
Разноцветный полоз
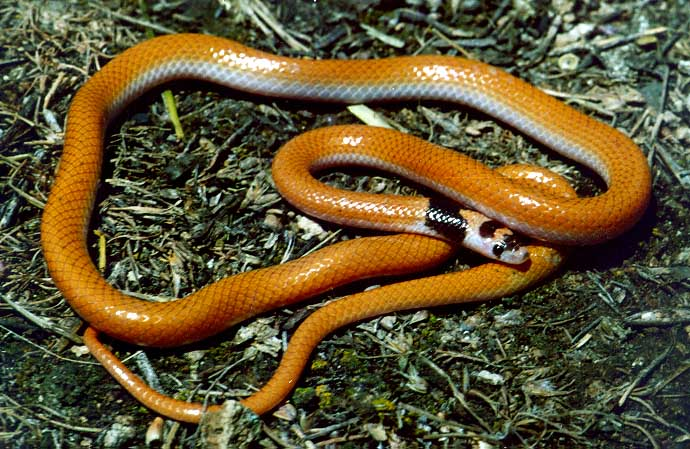
Черноголовый ринхокаламус
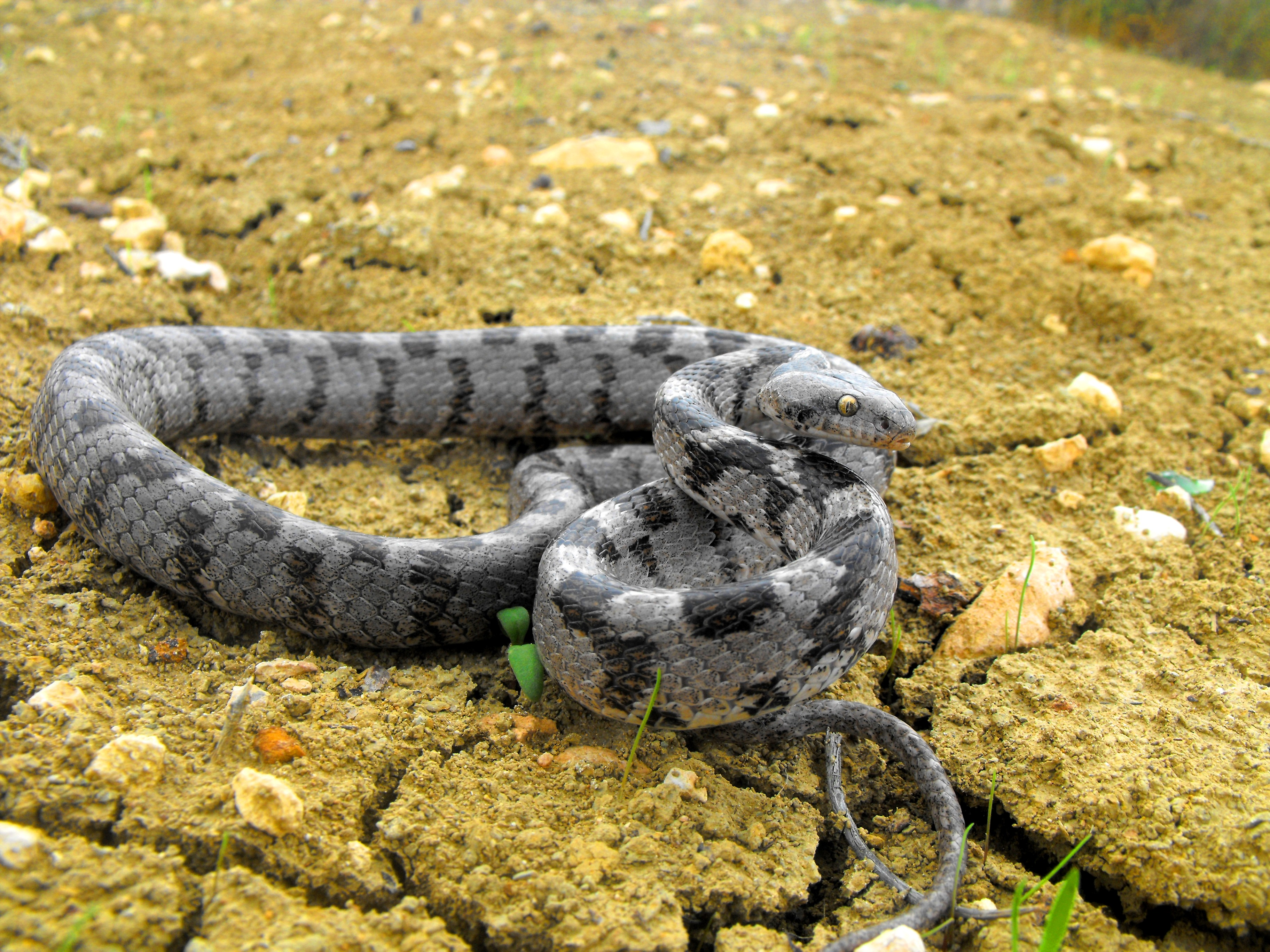
Кавказская кошачья змея
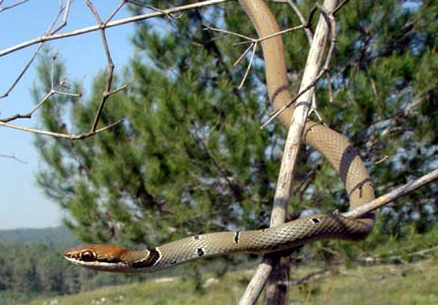
Оливковый полоз

- Семейство Psammophiidae
  - Род Ящеричные змеи (Malpolon)

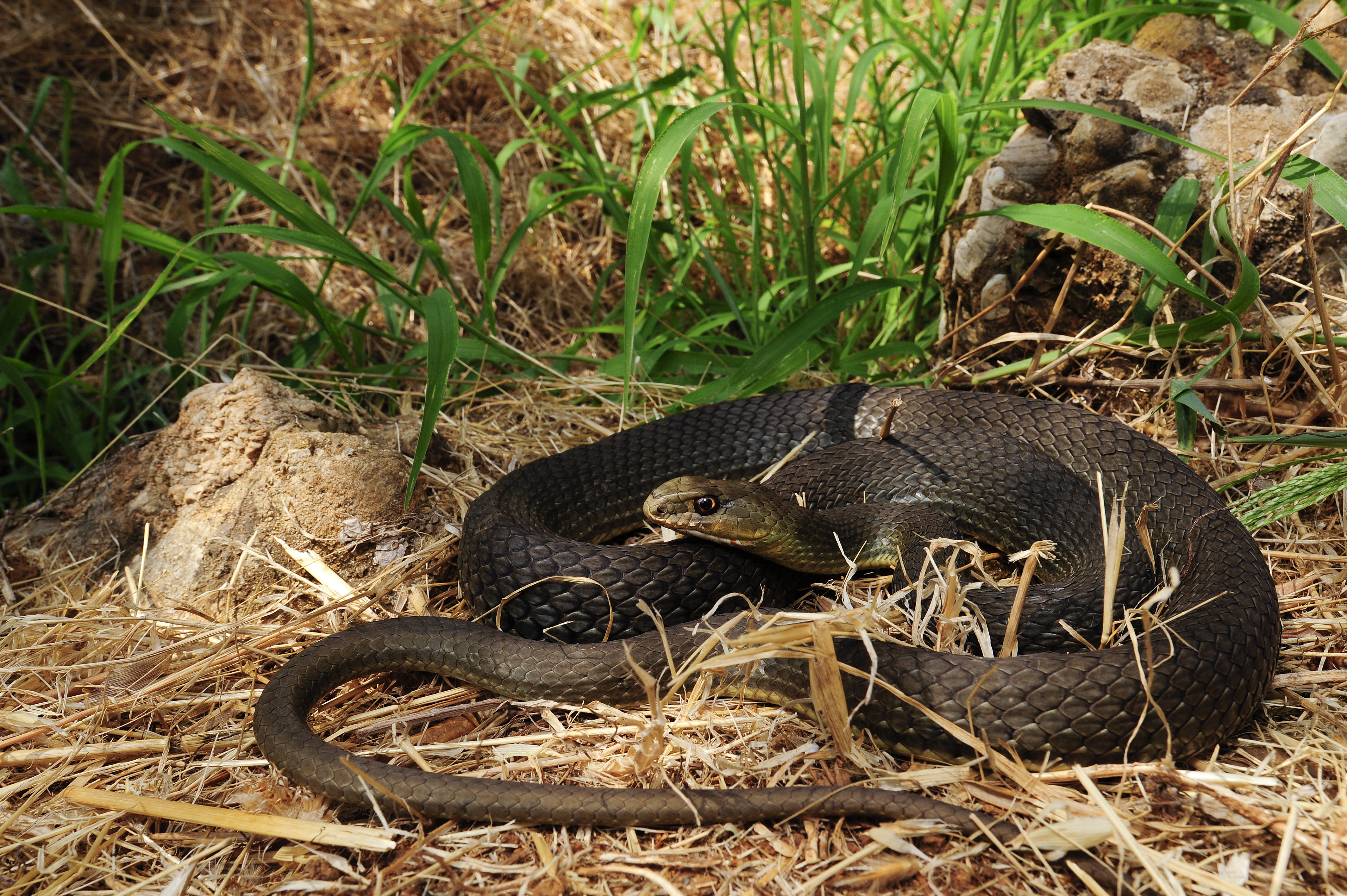
Malpolon insignitus

    - Вид Malpolon insignitus — обитает на Араратской равнине и вдоль реки Аракс на юге, хотя известна из Арагацотнской области на север страны[48];

- Семейство Гадюковые змеи, или гадюки (Viperidae)
  - Род Гигантские гадюки (Macrovipera)
    - Вид Гюрза, или ливанская гадюка (Macrovipera lebetina) — распространёна в долине реки Аракс и в Тавушской области[49];

  - Род Малоазиатские гадюки (Montivipera)
    - Вид Армянская гадюка, или гадюка Радде (Montivipera raddei) — населяет склоны гор в западной, центральной и восточной частях страны[50];

  - Род Гадюки, или настоящие гадюки (Vipera)
    - Вид Гадюка Даревского (Vipera darevskii) — известна только на Джавахетском хребте и у границы с Грузией[51];
    - Вид Армянская степная гадюка (Vipera eriwanensis) — широко распространена в центральной и северо-западной частях страны[52];

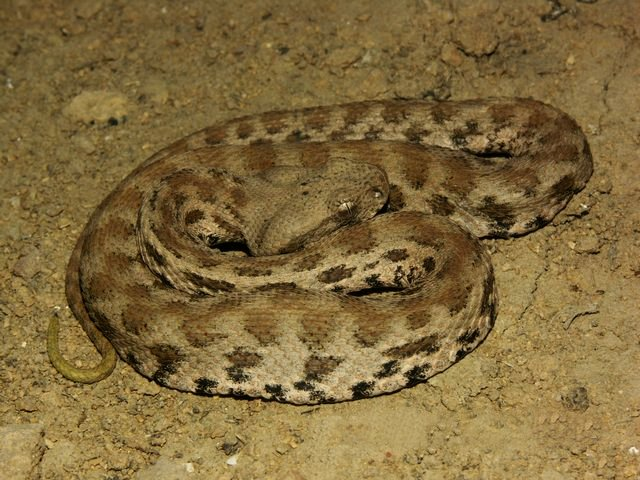
Гюрза
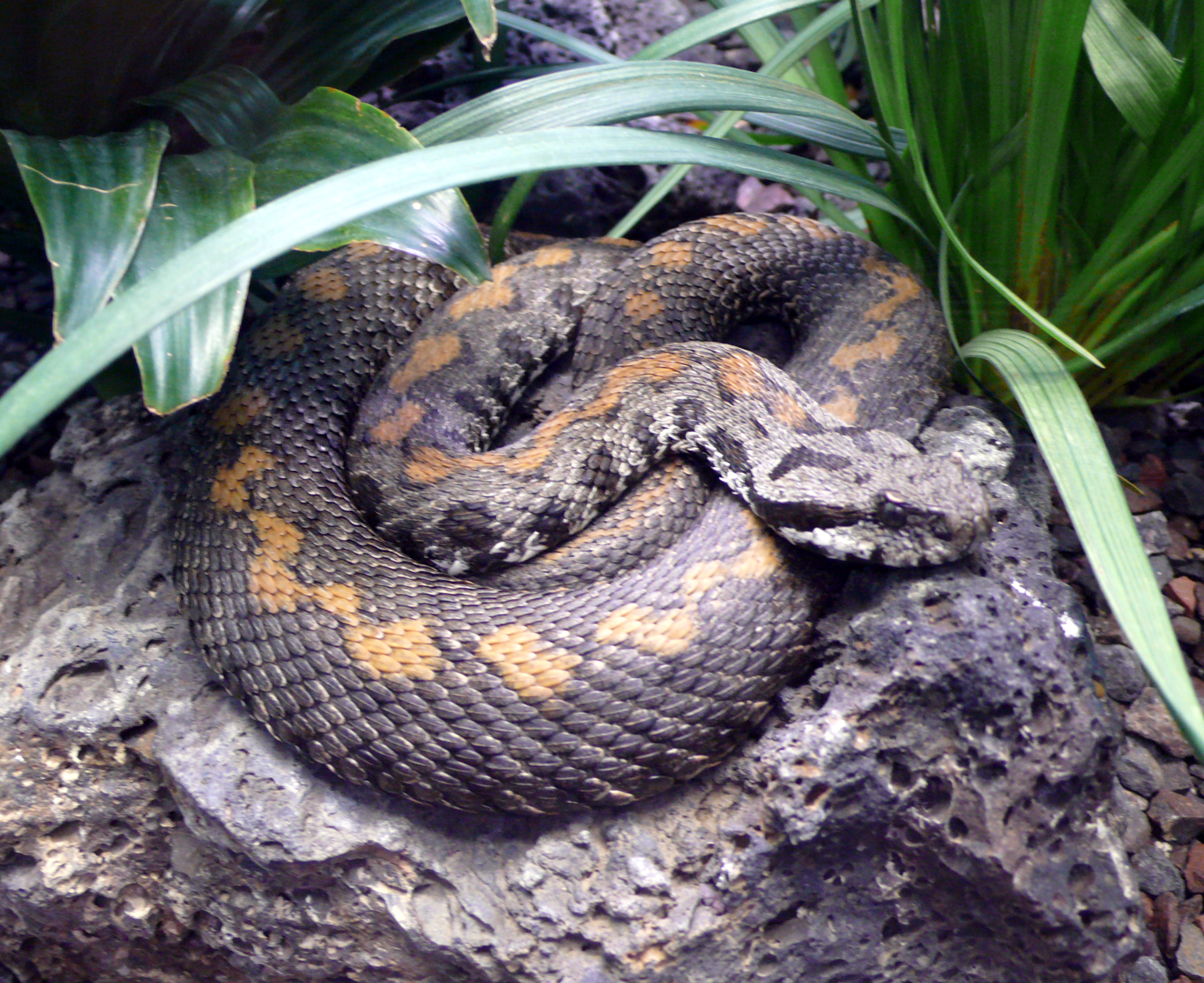
Армянская гадюка
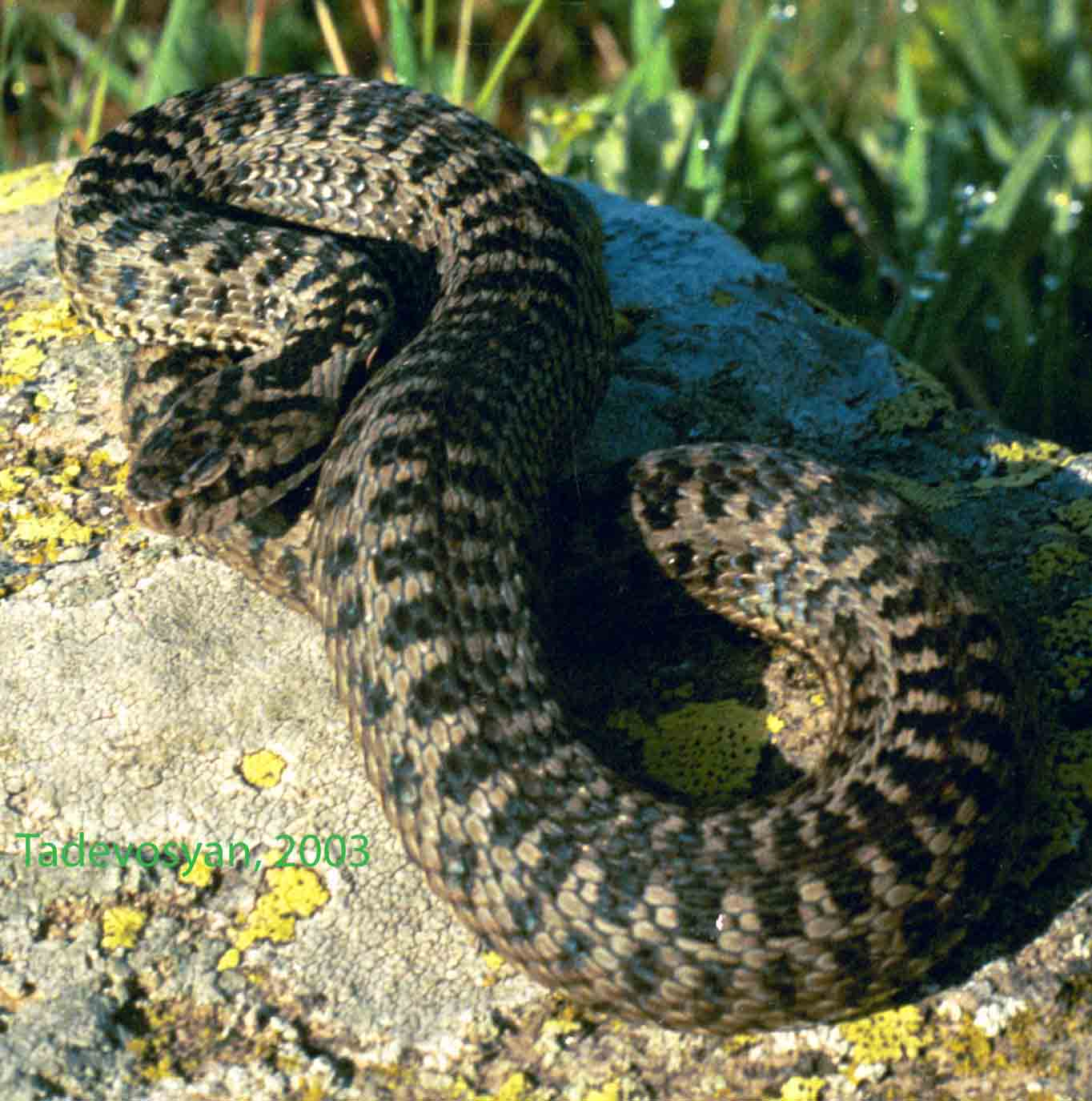
Гадюка Даревского